# 五代十国
五代十國（狹義907年—960年，廣義907年—979年）是中国历史上的一个時期，该时期由唐朝滅亡開始，至宋朝統一大部分汉地為止。五代十國实質上是晚唐政治与藩鎮割據的延續。唐朝滅亡後，各地藩鎮紛紛自立為國，其中位在華北地區，軍力較強，自命承繼大統的中央政權鼎革五朝，故統稱為「五代」。除了首末兩代後梁、後周由漢人建立以外，中間三代後唐、後晉與後漢則由沙陀人所建立。虽然「五代」实力似乎较为強大，但仍無力控制整个汉地；而其他割據一方的藩鎮，或自立為帝、或奉中原王朝為正统，其中十個國祚較長、國力較強的国家被統稱為「十國」。這個時期時常發生地方大员叛變奪位的情况，使得戰火连年不休，統治者多重武抑文。中原的內亂，也帶給契丹国南侵的機會，遼朝得以建立。此一时期也是唐、宋之間的地緣關係重整时期。
從唐朝滅亡至北宋建立半個多世紀期間，中原地區依次出現梁、唐、晉、漢、周五個朝代，史稱後梁、後唐、後晉、後漢、後周。907年梁王朱温篡唐建立後梁标志着五代十國的开始。之后，晉王李克用之子李存勗滅后梁，建國后唐。後唐之后五代君王均出自李克用的子孫與其部屬。後唐歷經后唐明宗的擴張與整頓，國力日渐強盛，但因后来发生內亂，被河東節度使石敬瑭引契丹軍攻滅，随后後晉建立。不久，石敬瑭死后，契丹与晉的關係惡化，契丹軍南下滅後晉，建立辽朝。同时后晉河東節度使劉知遠在太原府稱帝建立後漢，收復中原。之后，後漢樞密使郭威篡后汉建後周并将皇位传给其养子柴荣，柴荣苦心經營，使得后周日渐拥有有统一中原的能力，但其在北伐燕云十六州时不幸病亡。後周随后被殿前都點檢赵匡胤所篡，五代結束。
十國方面，江南以吳國最強，而後被齊王李昪夺位，建國南唐，其次有吳越與閩國等。湖廣则被荆南、楚國與南汉等占据。南唐國力較盛，先後攻滅閩國、楚國，但多次用兵使得國力衰退，曾被後周所敗。蜀地有前蜀、後蜀，國家富強，是僅次於南唐的強國。北汉是唯一在北方的十國，是後漢劉氏後裔所建。趙匡胤建立宋朝（史稱北宋）後，與其弟赵光义相繼掃蕩其他中原諸國及地區，最後於979年統一汉地大部分地區，十國結束。
五代十國大體上延續唐朝后期的政治體制，但是以「使」名官者很多。其中五代的變化很多，官職廢置不常，主要設有主管行政的三省六部、主管財政的三司與主管軍事的樞密院，這個制度後由宋朝繼承。十國其中一些政权臣服於五代，其政治架構大致上与五代等同。由於地方節度使不受管制，時常背叛中央，所以朝廷紛紛加強禁軍軍力以壓制地方實力派。為了抵制五代以来的武人干政现象，宋朝采取強幹弱枝和重文抑武的國策。外交方面，唐朝時胡漢融合，外族陸續入住中國四周。唐朝崩潰進入五代十國後，出現一些外族國家，如漢化的沙陀建立五代後唐、後晉與後漢等。契丹先建立契丹國，南下滅後晉後建立遼朝。還有党項的定難軍，於北宋時建國西夏、西南白族建立的大理國與逐渐脫离中原政權的越南大瞿越。這些都对宋朝的國際局勢造成深遠影響。
由于北方戰亂、外族入侵與天災不斷，南方十國在人口、經濟、文化與科技方面皆勝於北方五代。這也是華南經濟再度勝過華北的時刻，此後这一局面再也沒有逆轉。十國為擴展經濟，重視興修水利與經濟作物，发展貿易業、茶葉、紡織，錢塘江海塘也是在這個時期興建。由於關中經濟崩潰，五代大多定都于隋唐大運河的樞紐開封，都城的因素與燕雲十六州被外族統治影響宋朝的軍事與經濟。
文化方面，五代十國時期乃詞發展的關鍵時期，禪宗也在本時期進入全興期。五代推行雕版印刷《九經》，保存許多儒學經典。繪畫方面，不論南方北方都有獨到之處。

## 歷史

### 藩鎮割據與唐朝滅亡

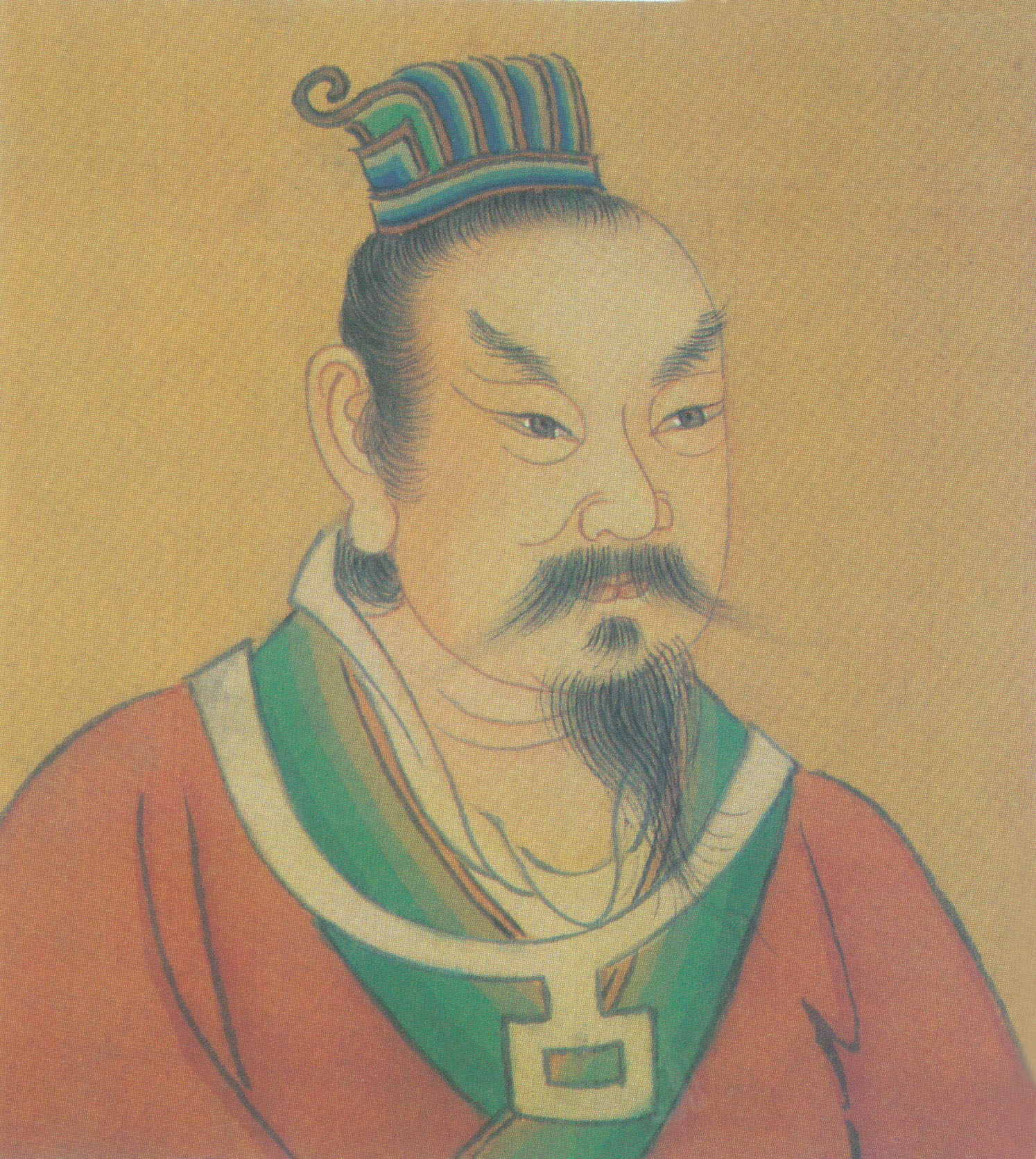
滅唐朝篡位的後梁太祖朱溫

安史之亂後，唐朝陸續出現許多不受控制的藩鎮。雖然藩鎮在唐憲宗時期大致臣服，但直到唐朝中后期，唐廷仍然因為宦官專政與牛李党争而無法根除藩鎮问题。由于河北被藩鎮控制、中原戰亂不堪，唐廷十分依賴江南的財富。然而江南地区在龐勛之變和黃巢之亂中遭到破壞，严重影响朝廷经济收入，唐朝逐漸走向滅亡。唐朝后期出現三個重要的藩鎮：沙陀人李國昌（原名朱邪赤心）因平亂有功受封河東節度使，治所為太原；原黃巢部将朱全忠（原名朱溫）因平亂有功，受封宣武軍節度使，治汴州（今河南開封）；鳳翔節度使李茂貞（後封岐王）、護國軍節度使王重盈與鎮國軍節度使韓建為首的關中藩鎮勢力盛大，時常威脅唐廷。黃巢之亂平定後，黃巢降將秦宗權叛變，率軍在中原地區四處攻掠，一度攻陷東都（今河南洛陽），造成了「極目千里、無復煙火」的局面。亂事波及兩淮江南地區，當地群雄纷起抗敵，十國中的吳國與楚國得以建立。秦宗權之亂直到唐昭宗時才在朱全忠的努力下平定。
梁（朱全忠）、晉（李克用）與岐（李茂貞）這三派藩鎮影響了唐朝后期、五代前期的政治，而李克用的子孫與部屬，更成為五代後唐、後晉、後漢與後周的君主。朱全忠與李克用因故不合，雙方上至朝廷，下至藩鎮，都鬥爭不斷。朱全忠利用朝中的勢力打壓李克用，並且趁李克用與李茂貞等人抗衡之際威服河北各藩鎮，併吞護國軍、淄青軍等節度使領地，地盤的擴充使得朱全忠的勢力遠大於李克用。關中的李茂貞雖然威脅唐廷，但因李克用與朱全忠的干涉而失败。888年唐昭宗繼位後，刚招募了一支军队就被朱全忠等人挑唆讨伐李克用，结果大败，因而失去军力，反而受制于藩镇。昭宗后期，宰相崔胤与宦官韓全誨争权。唐昭宗被韓全誨幽禁，崔胤緊急招喚朱全忠入援，韓全誨强迫唐昭宗投靠李茂貞，朱全忠於是率軍圍困鳳翔。隔年，鳳翔軍糧草耗盡，李茂貞只好殺宦官韓全誨等人，與朱全忠和解。朱全忠趁機掌控朝中大權，派兵控制長安，還屠杀宦官數百人。崔胤後悔不已，有意擺脫朱全忠的威脅，於是暗中召募六軍十二衛，但被朱全忠察觉。904年朱全忠殺崔胤，逼迫唐昭宗遷都洛陽；同年8月弑帝，另立昭宗子李柷为帝，即唐哀帝。朱全忠本想等統一後再夺取帝位，但因征淮南失利，於907年逼迫唐哀帝禅位，建國後梁，都開封（升汴州為開封府）。

### 後梁改革與梁晉對峙
五代各朝雖然掌控中原與關中地區，但沒有像唐朝一樣成為藩鎮認可的共主，主要勢力範圍也不出華北地區，只能說是一個藩鎮型的朝廷。各地藩鎮在唐朝滅亡後，有的奉五代為宗主、有些依舊擁護唐室，其他則是保境固守或稱帝爭天下。不管他們的外交策略是如何，這些藩鎮都已獨立自主，其中十個具代表性（並非同時出現）的國家被史家稱為十國。中原地區歸附後梁的有義武軍節度使-北平王王處直、成德軍節度使-趙王王鎔等，半獨立的有鳳翔節度使岐王李茂貞、盧龍軍節度使燕王刘守光，獨立的是河東節度使晉王李克用。蜀地方面，蜀王王建建立前蜀；湖廣一帶，占據江陵周圍的荊南節度使高季興在後唐時建荊南，武安軍節度使馬殷建楚國，兩廣（嶺南）清海軍節度使劉隱建南漢；江南地區，占據兩淮吳地的淮南節度使楊行密建吳國，鎮海軍節度使錢鏐建吳越國，威武軍節度使王審知建閩國。另外，交趾地區，静海节度使曲承裕自立，在越南歷史稱為曲家，是越南地區脫離中國歷史的開端。党項族组成的定難軍也在陝北夏州一帶割據自立。位於河西瓜州的歸義軍一度建立西汉金山國。
後梁太祖針對唐朝后期的弊端做出不少偏激改革。他極度厭惡宦官，曾拒絕在南方避難的宦官返回京城；討厭唐廷高級官員，啟用失意士人如李振、敬翔等人，並且聽從李振建議，屠殺宰相裴樞、崔遠等三十名高官，史稱白馬驛之禍。這些失意士人重現實而輕名義，是五代政治人物的代表。經濟方面重視農業發展，致力減輕賦稅；對軍隊十分嚴厲，如大將戰死，所部士卒一律斬首，稱「跋隊斬」。然而後梁太祖晚年荒淫無度，甚至不顧倫理，經常召諸子之妻入宮陪侍。外交方面，後梁立國之初，幾乎所有國家與藩鎮都表示臣服，只有晉、岐、前蜀與吳敵視後梁，依舊奉唐室年號。其中晉王李克用更是後梁太祖的死敌，自開國起後梁太祖就北伐晉國，在潞州（今山西長治）與李克用僵持不下，史稱潞州之戰。李克用因憂勞去世后，其子李存勗在李克寧、張承業的輔佐下而獲得勝利。910年後梁太祖懷疑成德軍與晉密結而率軍進伐，迫使成德軍王鎔與義武軍王處直倒向李存勗。李存勗率軍於柏鄉（今河北柏鄉）擊潰後梁軍，成功救援成德軍，而梁軍元氣大傷，史稱柏鄉之戰。北方之雄劉守光為人殘暴，且是晉的強敵。他於909年被後梁封為燕王，三年後稱帝建國燕國。隔年，李存勗派周德威攻打劉守光，後梁太祖親自率軍救援，但被晉軍擊潰。劉守光最後於隔年被李存勗攻滅。
後梁太祖敗退洛陽後病危，次子朱友珪不滿後梁太祖有意立義子朱友文為太子，趁機刺殺父皇而繼位。然而朱友珪荒淫无度，不得人心，913年其弟朱友貞聯合天雄軍節度使（即魏博軍）楊師厚進伐奪位，史稱後梁末帝。楊師厚去世後，天雄軍等河北諸鎮都陸續歸附晉國，再加上916年魏州之戰中梁軍慘敗於晉軍，後梁北疆只能勉強維持在黃河以南。918年李存勗率軍南征，與梁軍相持於濮州一帶。梁軍慘敗，但晉將盧龍軍節度使周德威戰死，梁晉戰爭沉寂了一段時期。921年張文禮殺成德軍節度使王鎔，控制成德军，聯合契丹國與後梁，對抗晉國。然而李存勗率軍於鎮州擊潰趙梁聯軍，又夺得河北三镇後。923年，李存勗在魏州稱帝（即後唐莊宗），以光復唐朝為由建國後唐，不久又二度南征。梁北面招討使王彥章採取牽制鄆州（今河南東平）的方式，成功圍堵唐軍於楊劉（今河南東阿）附近。雙方對峙良久，唐軍軍糧不足，有即将撤退的跡象。然而梁戶部尚書趙巖、張漢傑等人進讒言，使王彥章被撤換，後唐莊宗又率軍經鄆州迂迴攻入空虛無兵的開封府。城破之日，後梁末帝无奈命控鶴軍都指揮使皇甫麟殺死他，後梁亡。

### 後唐拓土與內亂

滅亡後梁，建立後唐的唐莊宗李存勗。在位期間國力強盛，屢次擴充領地，但因管理政事不當而亡於兵變

後唐莊宗滅後梁後，定都洛陽。此時河北三鎮已定，後唐國力強盛。岐國李茂貞對後唐稱臣，後唐莊宗封他為秦王。924年李茂貞去世，後唐莊宗的長子李繼岌擔任鳳翔節度使，吞并了岐国。前蜀王建在建國後注重農桑、興修水利，使得前蜀在經濟與軍事都十分強盛。但918年王建去世後，其子王衍奢侈無度，殘暴昏庸。925年後唐莊宗派郭崇韬、李繼岌率军攻入成都，王衍投降，前蜀灭亡。
後唐對外強盛，但是內憂積重。後唐莊宗定都洛陽後，招回宦官以任樞要之職，任用李襲吉等保守派，一切與唐朝后期政治相同，朝政日益敗壞。後唐莊宗自認基業已固，不務政事，肆情縱慾，自取藝名「李天下」，寵信伶人敬新磨、伶官景進等人。當時军队龐大，国库吃緊，然而其妻刘皇后干預朝政、贪婪爱财，将税收一半归后宫，使得朝廷還要暫扣军粮以補其他支出，形成極大的隱憂，不久征蜀唐軍即因故兵變。
郭崇韬雖然完成滅蜀任務，但李繼岌對於不能深入參與軍務而感到不滿。他密報朝廷，意圖陷害郭崇韜。後唐莊宗有意先調查再決定，但刘皇后自行命李繼岌處決之。926年郭崇韜被殺，唐軍军心涣散，兵变四起。刘皇后又不願將自己的財物用於劳军，使局面更加恶化。不久，天雄軍士兵皇甫暉因賭博輸錢而煽動士兵造反，殺主帥楊仁晸，立偏將趙在禮為留後，是為鄴城之變，唐將李绍荣平定失敗，後唐莊宗只好派养兄李嗣源前往平定。李嗣源於魏州受部众與叛軍擁護，反而率軍南征後唐莊宗。各地唐軍不願為後唐莊宗作戰，汴州被陷，後唐莊宗因洛阳內乱中流箭而死。李嗣源攻入洛陽後殺盡叛臣而稱帝，即後唐明宗，後唐莊宗的長子李繼岌自殺於長安。
後唐明宗執政期間革除後唐莊宗時的弊政，朝政逐渐安定。他诛除宦官，任用士人；撤銷不少冗餘機關，建立三司等財政機關；提倡節儉，興修水利，關心百姓疾苦；加強中央軍力，建立侍衛親軍以壓制藩鎮。這是五代少見的穩定時期之一，史家稱後唐明宗是五代時期僅次於後周世宗的明君，他制定的一些制度也被宋朝所繼承。然而到晚年後唐再度走入內亂。933年後唐明宗重病，其子李從榮奪位被殺，幼子李從厚继位，即後唐閔帝。此時後唐明宗的兩位大將養子李從珂任鳳翔節度使、女婿石敬瑭任河東節度使，均擁重兵。宰相朱弘昭、馮贇本想以調動節度使的方式來分離軍權，反而激起叛變。934年李從珂以清君側為由攻入洛陽，後唐閔帝在逃往魏州途中被石敬瑭俘虜，最後被李從珂所殺。李從珂稱帝，即後唐末帝。內亂期間發生後蜀獨立之事。原來在前蜀滅亡後，後唐莊宗以孟知祥為四川節度使。不久後唐明宗叛變奪位，孟知祥練兵意圖獨立。932年孟知祥在併吞東川軍後被後唐明宗封為蜀王，並於後唐末帝發動內亂時稱帝建國後蜀。同年孟知祥去世，其子孟昶繼位。孟昶勵精圖治，擴展疆土，讓後蜀維持了三十年的和平局面。

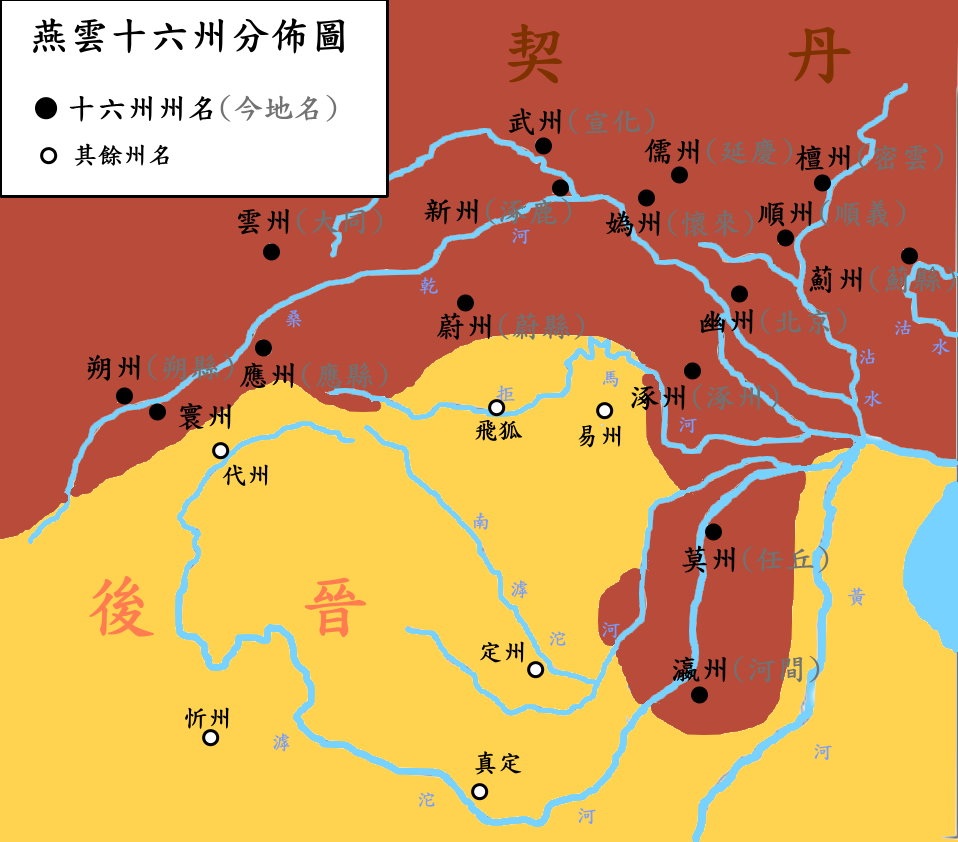
燕雲十六州分佈圖，十六州於後晉已經割讓給契丹國，只有瀛州、莫州於後周時收復

後唐末帝與石敬瑭早在後唐明宗時就彼此不合。唐末帝繼位後十分猜忌石敬瑭，而石敬瑭也因畏懼而懷有叛變之心。936年後唐末帝把石敬瑭調任天平軍，並命張敬達、楊光遠率軍催促。石敬瑭聽从桑維翰與劉知遠的建議向契丹國借兵叛變，並且對遼太宗耶律德光稱兒，事後割讓燕云十六州给契丹，每年还要輸帛三十萬匹。張敬達聞知叛變之事後，率軍圍攻太原，石敬瑭堅守不下。當時卢龙軍的赵德钧和契丹可汗耶律德光有意合作共谋中原，石敬瑭大为惊惧，急令桑维翰见耶律德光。桑维翰跪于契丹帐前，苦苦哀求，才使耶律德光放弃与赵德钧合作的打算。耶律德光率軍解圍，帮助石敬瑭於太原建國後晉，即後晉高祖。937年晉軍與契丹軍大舉南下，楊光遠、趙德鈞等諸鎮陸續投降。晉軍獨自攻入洛陽，後唐末帝自焚而死，後唐滅亡。後晉高祖定都汴州，依約將燕云十六州割讓給契丹國，此後契丹國對五代的影響力達到最大。

### 江南的擴張
五代进入后晋时期，國力大不如前，時常被契丹國威脅。江淮地區的吳與後繼的南唐国势強盛，他们採取聯合北方契丹國制约中原的策略，屢次征討周邊國家壯大勢力，成為中原五代的一大威脅。吳國是淮南節度使楊行密建立的。早在秦宗權之亂時，秦的部屬畢師鐸率軍攻打揚州，楊行密在抗敌过程中发展割據势力，最後建立吳國。902年楊行密被唐廷封為吳王，建都廣陵，稱江都府。執政期間鼓勵農桑，穩定經濟，使江淮地區逐漸復甦。對外則擁護唐室，與宣武軍朱全忠（後梁建立者）敵對。905年杨行密去世，其子楊渥繼位。隔年江西钟传去世，諸子內亂，楊渥趁機派秦裴攻占江西，統一江淮。然而楊渥喜好玩樂，又猜忌功臣，大臣张颢、徐溫發動兵變，殺死楊渥。908年徐溫擁立楊渥之弟杨隆演為主，除掉想自立的張顥，徹底掌握吳國大權。

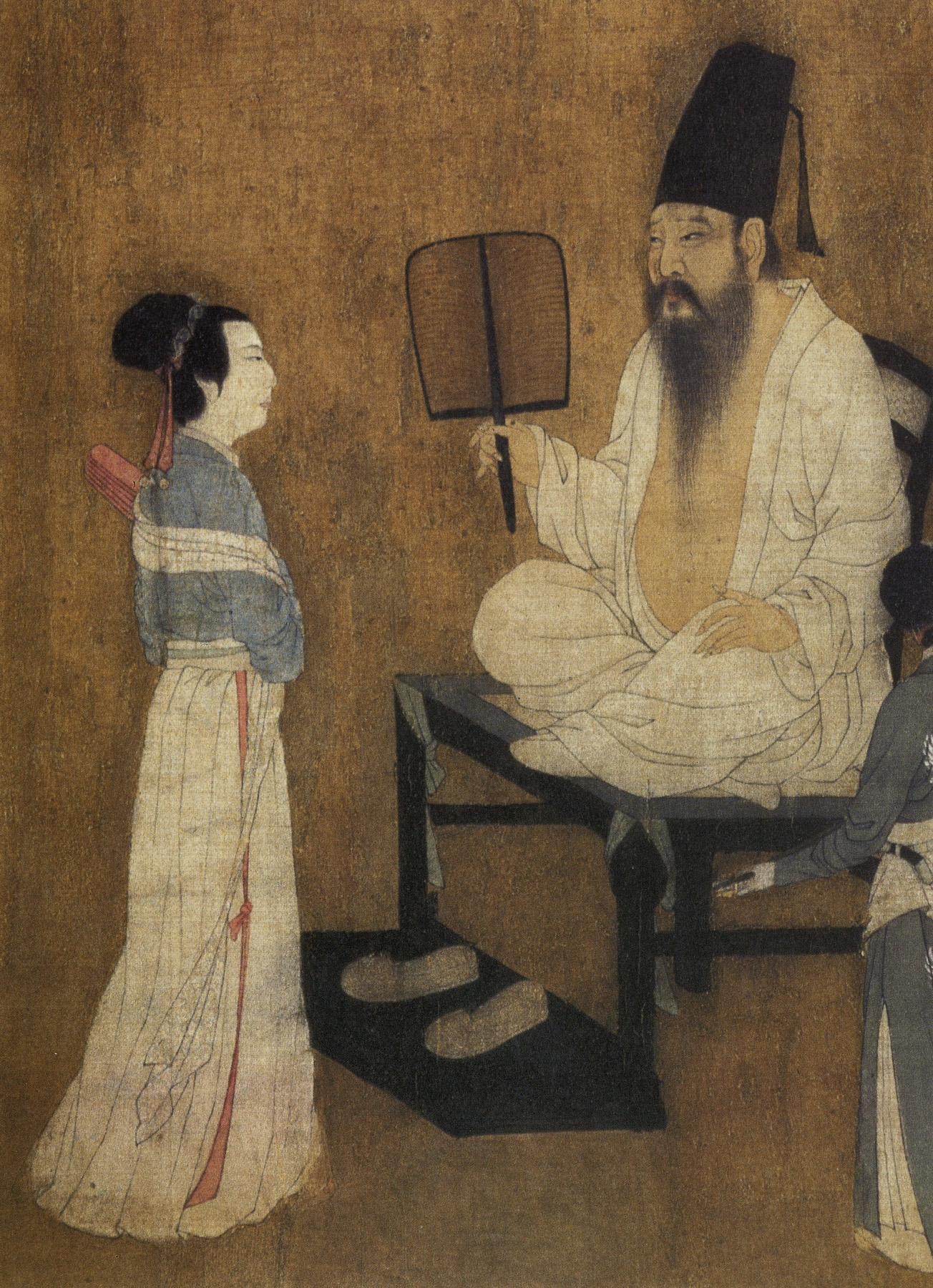
南唐大臣韩熙载像

徐溫掌握大權後屢次攻伐吳越國未果，至後梁末期才和談。唐朝滅亡後，吳國不承認後梁宗主地位，仍然沿用唐哀帝年號，直到919年吳國改元，才正式與唐朝切斷關係。對內則逐步翦除楊氏舊將以穩固其勢力，然而專政的長子徐知训驕橫恣肆，曾因欺負吳王楊隆演而引來兵變，最後被部下朱瑾杀死。徐温养子徐知诰平定亂事，而徐知诰事徐溫甚孝謹，最後成為徐溫政權的繼承者。923年，楊隆演鬱鬱而終，其弟楊溥繼位，並於927年稱帝，即吳睿帝。927年徐溫去世，追封齊王，養子徐知誥繼位，成為吳國實際統治者。徐知诰生活俭朴，尊重吳帝和將領而頗得民心。937年徐知誥奪吳睿帝之位，吳亡，建國齊，都金陵，稱江寧府（今江蘇南京）。同年後唐滅亡，兩年後徐知誥自稱唐室後裔，改姓名李昪，建國南唐，即南唐烈祖。李昪建國後採取与民休息、與鄰国友好的政策，使國力持續强盛。943年李昪去世後，其子李璟繼位，即南唐元宗。李璟在位初期，南唐國力仍然強盛，對外聯合遼朝壓制後周，對四周國家也採取見機入侵的方式，陸續滅閩國與楚國。

在南唐東南方有吳越國與閩國。吳越國的建立者為鎮海、鎮東軍節度使錢鏐，都杭州，其疆域約同今浙江省，領有八都兵。907年錢鏐被後梁封為吳越王，即吳越太祖。在位期間促進經濟發展，保境安民；對外奉中原五代為宗主國，與吳和南唐為死對頭，這個策略一直維持到亡國為止。另外曾經派使冊封新羅、渤海國等國王，海中諸國皆奉他為君長。閩國是由福建觀察使王潮所建立，其與其弟王審知控制福州一帶，後為威武軍節度使，其疆域約同今福建省。王審知執政後於909年被後梁封為閩王，即閩太祖。在位期間也是提倡節儉，與民休息，並向中原王朝稱臣，使閩國迅速發展。925年閩太祖去世後，其繼位者與宗室、大臣互相猜忌、鬥爭而使閩國逐漸衰弱。

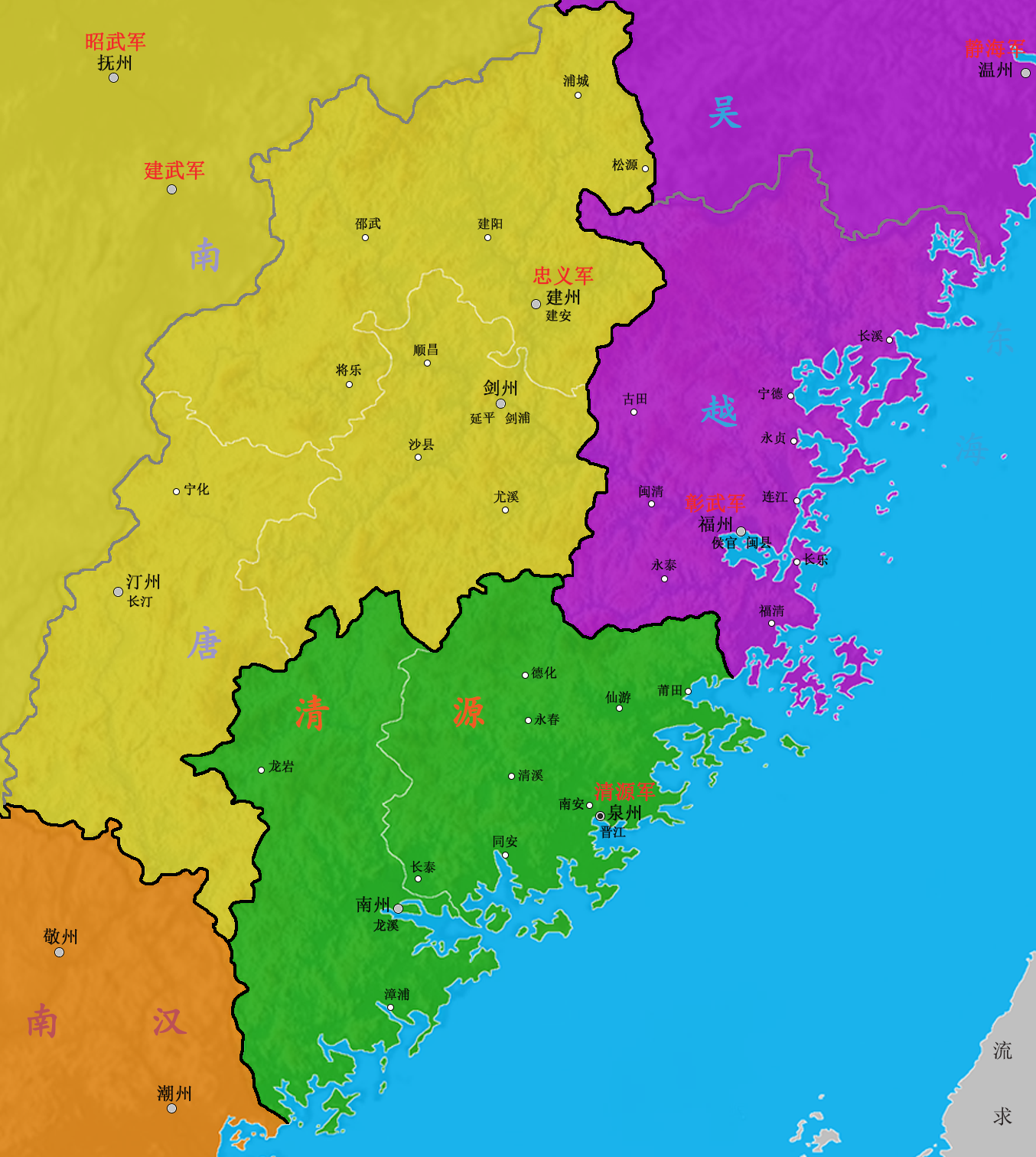
闽地三分形势图（957年）

閩國的內亂引來南唐與吳越的覬覦。943年閩景宗王延羲之弟王延政於建州（今福建建甌）稱帝，國號殷。隔年閩景宗被大臣所殺，國內大亂。945年王延政改國號為閩。同年南唐元宗趁機伐閩國，攻下建州，閩亡。然而吳越趁機介入，閩將李仁達以福州附吳越，泉州、漳州又為清源軍留從效所據，南唐最後只獲得建州與汀州（今福建西北部）等，與吳越國的關係持續惡化。不久南唐元宗趁楚內亂之際於951年派邊鎬攻滅，但隔年因楚將劉言起兵反抗，使得南唐又失去湖南一地。南唐連年用兵使國力受到很大消耗，所得之地也大半喪失。再加上南唐元宗為人柔和、好谀恶直，以是群小競進，政事日非。後周趁機於957年發兵南征南唐。南唐元宗戰敗，割讓江北十四州給後周，並且去掉自己的帝號，只稱唐國主，南唐元氣大傷。而比較有軍事才能的太子李弘冀，他在毒死意圖奪位的叔父李景遂後也去世。南唐元宗只好改立五子李煜為太子，但是李煜的書生氣質較重。南唐元宗為了避周軍與吳越軍聯合入侵金陵而遷都洪州，即南昌府（今江西南昌）。961年唐元宗去世後，由李煜即位，即南唐後主，還都金陵府。至此南唐無力威脅五代，只能保境安民。

### 湖廣的內亂

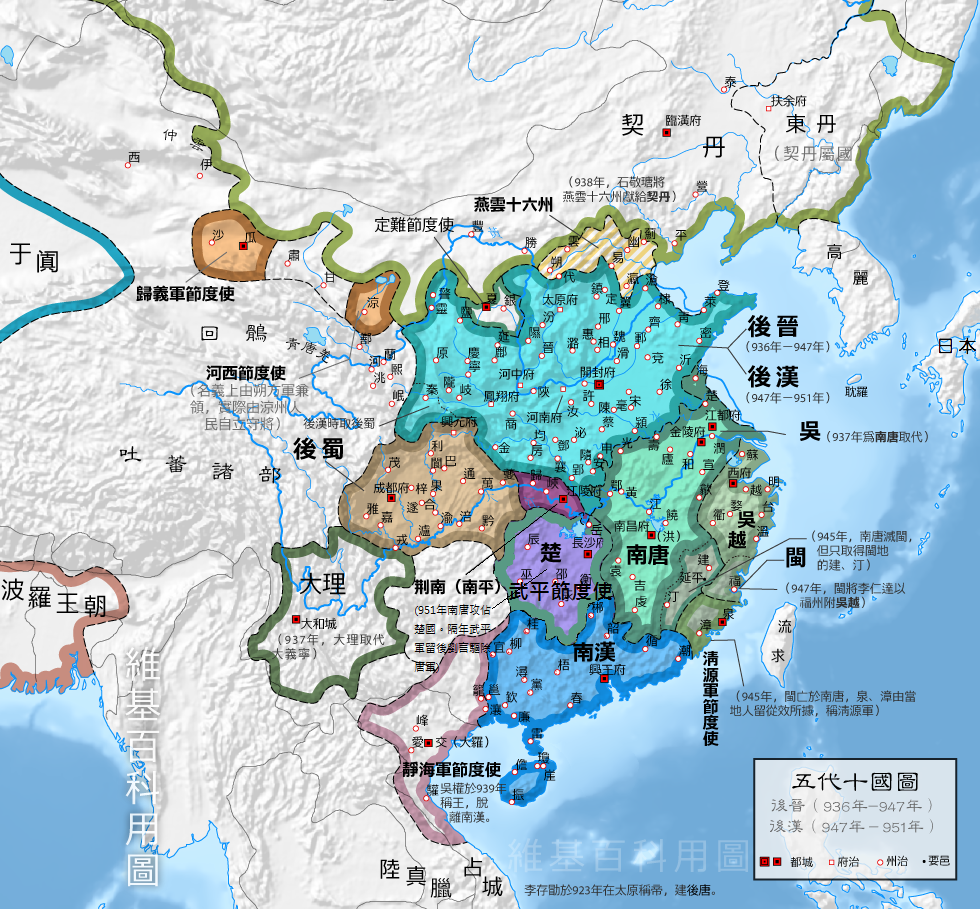
951年五代十國荊南（深紫）、楚國（紫色）、南漢（藍色）與交趾（淡紫，即靜海軍）的位置圖

而湖廣一帶有荊南、楚國、南漢。荆南又称南平、北楚，其疆域約為今湖北省西部。建立者高季兴为後梁太祖的將領，907年被封为荆南节度使，首府为江陵。荆南地小国弱，因而向四周各國稱臣。其國君高季兴和高從誨貪圖各國貢品而攔截搶奪，遭各國發兵威脅才願歸還，被稱為「高赖子」。後梁滅亡後，高季兴改向后唐称臣，在924年被後唐唐莊宗封為南平王，即武信王。后唐滅前蜀时，高季兴表示願意協助伐蜀，但並未實際行動，而後又向後唐索要前蜀土地。這些使後唐唐明宗大怒而發兵南征，所幸江南雨季使唐軍粮草不济而退。荊南與後唐的關係直到其子文獻王高從誨繼位後才和好。
楚國則由武安軍節度使馬殷所建立。秦宗權之亂時，秦的部署孫儒攻打兩淮楊行密，孫儒部將馬殷帶部分人馬經江西至湖南割據。907年後梁建立後，馬殷向後梁稱臣而被封為楚王，即武穆王。其勢力涵蓋今湖南與廣西省北部，對外臣服五代各朝，對內平定亂軍、強藩，並且採取保境安民的政策，使楚國國勢強盛。927年後唐封馬殷為楚國王，定都潭州，即長沙府。楚文昭王馬希範時期擴地至今廣西省東北部，國勢頗盛。然而馬希範在947年去世後國勢大亂，楚將擁護次子馬希廣繼立，使長子馬希萼不滿而叛變。950年馬希萼成功攻下長沙，即楚恭孝王。然而馬希萼縱酒荒淫，使得楚將王逵、周行逢舉兵叛變楚國。他們擁護马殷嫡长孙馬光惠為武平節度使，率軍佔據朗州（今湖南常德）。不久徐威也擁護馬希崇為武安軍留後，放逐馬希萼至衡山。而馬希萼則於衡山再度被廖偃、彭師暠擁立為衡山王，楚國分裂成馬光惠、馬希崇與馬希萼三派，史稱眾駒爭槽。最後，馬光惠被王逵以懦弱為由廢除，改立辰州刺史劉言為武平軍留後；再來南唐元宗於951年派邊鎬攻佔長沙，馬希崇與馬希萼先後投降，南唐領有全湖南地區，楚國亡；同時南漢中宗北取桂州（今廣西桂林）一帶，領有全嶺南地區。952年據有朗州的武平軍留後劉言不願降唐，派王逵、周行逢攻下潭州，驅除南唐收復湖南地區，並被後周正式封為武平節度使。而擁立劉言的王逵與他不合，就聯合周行逢廢除並處死劉言。王逵領有湖南後貪得無厭，也被部下潘叔嗣所殺，武平軍之位最後由周行逢繼承。周行逢革除楚國劣政，愛護百姓，提倡廉潔。對將領用法嚴厲，果斷誅殺。湖南地區又恢復平穩，直至962年周行逢去世為止。
南漢是由清海軍節度使劉隱所建立，907年被後梁封為彭郡王，909年被封為南平王，最後911年為南海王，同年去世。劉隱穩固嶺南後重用當地士人，為日後建國打下基礎。911年劉隱去世後，由其弟劉龑繼位。劉龑在統一嶺南後於917年稱帝，即南漢高祖。國號大越，都番禺，號興王府。隔年改國號為漢，即南漢。南漢高祖與鄰國和好，推廣科舉制度。然而本身殘酷奢侈，每視殺人則喜，寵幸宦官，以至政事不寧。942年南漢高祖去世，其子劉玢繼位，即南漢殤帝。南漢殤帝貪圖享樂，當時有張遇賢叛亂，隔年被其兄劉晟所殺。劉晟自立為帝，即南漢中宗。在位期間，雖然奪取楚國容州（今廣西北流）、邕州（今廣西南寧），但是提倡嚴刑立威，為人殘暴，大肆屠殺皇族和大臣將領，南漢只剩宦官、宮女執政。958年去世後，由其子劉鋹繼位，即南漢後主。其间越南开始脱离中国统治。

### 契丹入侵

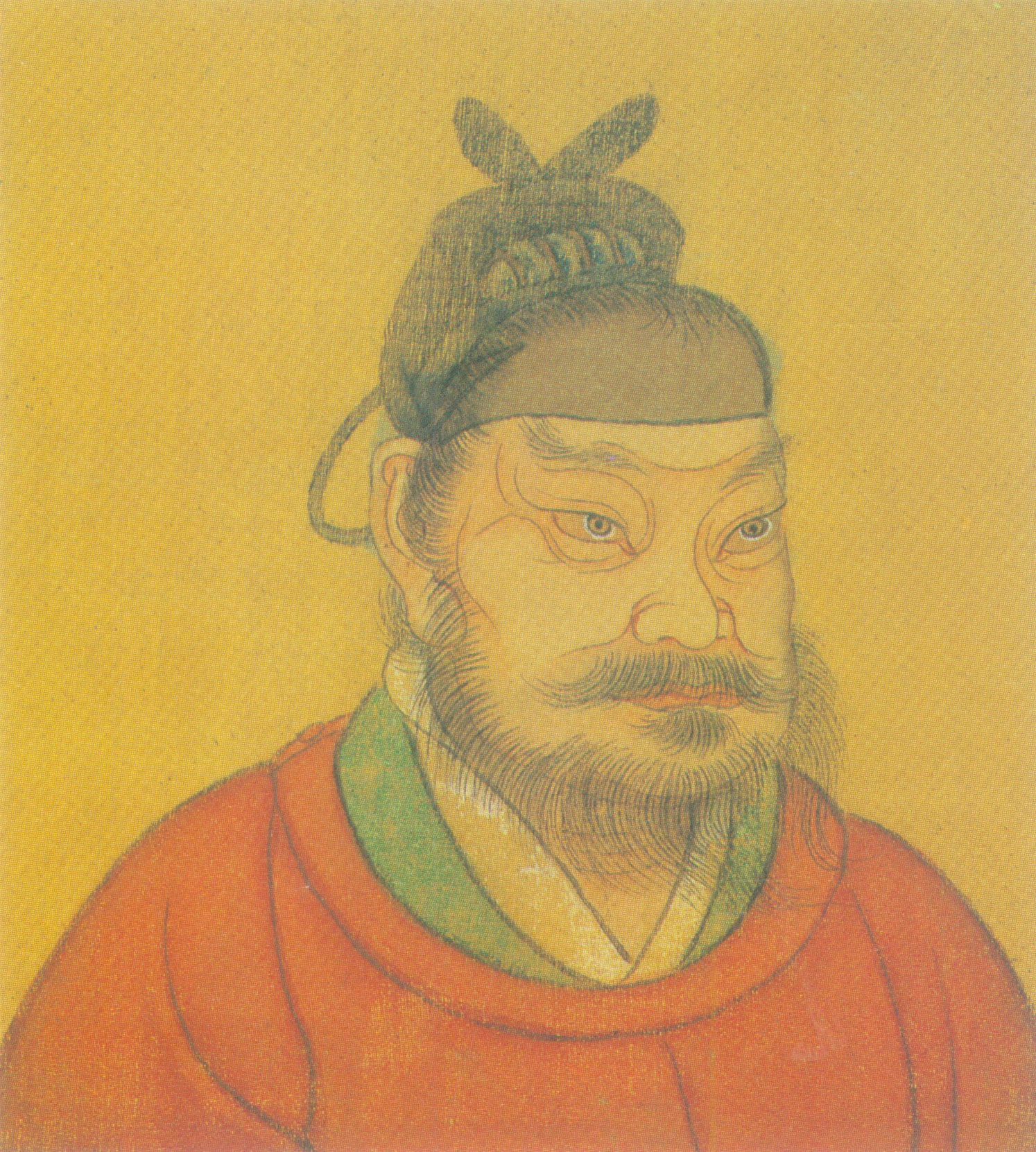
割地稱兒的後晉高祖石敬塘

當十國陸續衰弱或自保時，北方的後晉也因為契丹國的威脅而屢屢不安。當時後晉新立，財政匱乏，契丹貪求無厭，藩鎮多不願服從。為解決財政危機，後晉高祖採納桑維翰的建議，採取安撫藩鎮、恭謹契丹的方式，並且重視農業、商業以提升經濟。雖然契丹國得以安撫，但原燕雲十六州官員如吳巒、郭崇威恥臣於契丹，不願投降。各地藩鎮幾乎不服晉廷，有些甚至有意拉攏契丹國以奪位，此時有賴杜重威、李守貞等人平定。937年天雄軍（即魏博軍）范延光反於魏州，前去平亂的張從賓也向他投降，並且殺後晉高祖之子石重信和石重乂。最後在范張聯軍逼近開封時，有賴侯益與杜重威率軍擊潰而平定。楊光遠自恃重兵而干預朝政，後晉高祖常屈從之，後來勾結契丹國叛變而被李守貞打敗而死。942年成德軍安重榮指斥後晉高祖父事契丹，要求出並討伐契丹國。但實際上卻是暗通契丹，聯手忠義軍安從進叛變，意圖奪位。後晉高祖派杜重威率軍擊斬安重榮，史稱宗城之戰，並將其頭送與契丹國。同年位於代北的吐谷浑部，因為不願意投降契丹國，首領白承福率部投奔河東節度使劉知遠，契丹國派使問罪。後晉高祖最後在這些憂憤之中去世，其大臣馮道、景延廣以國家多難，宜立長君，就以侄子石重貴繼位於鄴都（今河北大名），即後晉出帝。
由於後晉的將領與百姓對屈尊異族而感到強烈不滿，後晉出帝听从景延廣建议，放棄對契丹國稱臣而改稱孫以洗刷屈辱。景延廣對契丹人的敵意十分強烈，他殺害契丹商人，逮捕契丹使者出氣，屢次對契丹挑釁。此舉引來契丹可汗耶律德光的憤怒，他於944年率軍南征。當時河北大旱，蝗蟲侵襲，契丹軍攻掠貝州（今河北清河）等地而還。隔年後晉出帝派杜重威率軍北伐，耶律德光聞之率大軍南下，最後杜重威成功的在白溝（河北定興、新城間）擊潰契丹軍。然而，後晉出帝於白溝之戰後日益驕奢，又以馮玉執政，賄絡公行，朝政敗壞。946年後晉出帝再以杜重威率軍北伐，與耶律德光在滹沱河會戰。此時杜重威有意奪位，反而向耶律德光投降。耶律德光趁機率聯軍直逼開封，後晉大將李守貞、張彥澤陸續投降，最後後晉出帝開城投降，後晉亡，史稱遼滅晉之戰。隔年耶律德光將國號改為「大遼」，即遼太宗，正式建立遼朝。此時尚有晉臣河東軍劉知遠、府州折從阮、雄武軍何重建與涇原軍史匡威拒絕投降遼國。遼太宗本來對經營中國地區很有信心，然而「打草穀」與掠人為奴的掠奪政策使中原百姓群聚反抗。其中河東軍劉知遠聽從張彥威的建議，以中原無主為由於太原稱帝，建國後漢，即後漢高祖。遼太宗壓制不了此局面，以天氣炎熱為由率軍北返。他命蕭翰留守開封，杜重威留守鄴都。最後於殺胡林（今河北欒城）去世，其兄子耶律兀欲繼位，即遼世宗。 
後漢高祖在遼軍北返後開始收復中原。蕭翰得知消息後，劫持後唐宗室李從益稱帝於開封，而後北返。後漢高祖聞之派使殺李從益以定都開封，並派高行周與慕容彥超在魏州之戰戰役降服杜重威，諸鎮相繼歸附。948年後漢高祖去世，其子劉承祐继位，是为後汉隐帝，並以楊邠、郭威、史弘肇與王章為輔國大臣。當時永興軍（長安）趙思綰、鳳翔軍王景崇與河中軍李守貞先後發動叛亂，關中危及，有賴郭從義、郭威分別平定永興軍與河中軍。後汉隐帝年長後猜忌輔國大臣，與郭允明協議後於950年以遼軍寇河北為由派郭威鎮守鄴都，隨後大殺楊、史與王等大臣，又殺郭威一家，並召泰寧軍慕容彥超等急速入京。郭威聽從魏仁浦建議起兵南下，並派養子柴榮鎮守鄴都。隔年擊潰慕容彥超，攻入开封，後汉隐帝最後为郭允明等所杀。郭威本有意立劉崇子徐州軍劉贇為帝，先以李太后臨朝。當時恰巧遼軍入侵，郭威出師禦敵，但大軍至澶州（今河南濮陽）時，軍士擁護郭威稱帝，大軍返回開封。951年郭威称帝，建國後周，即後周太祖，後漢亡。

### 後周崛起與北宋統一

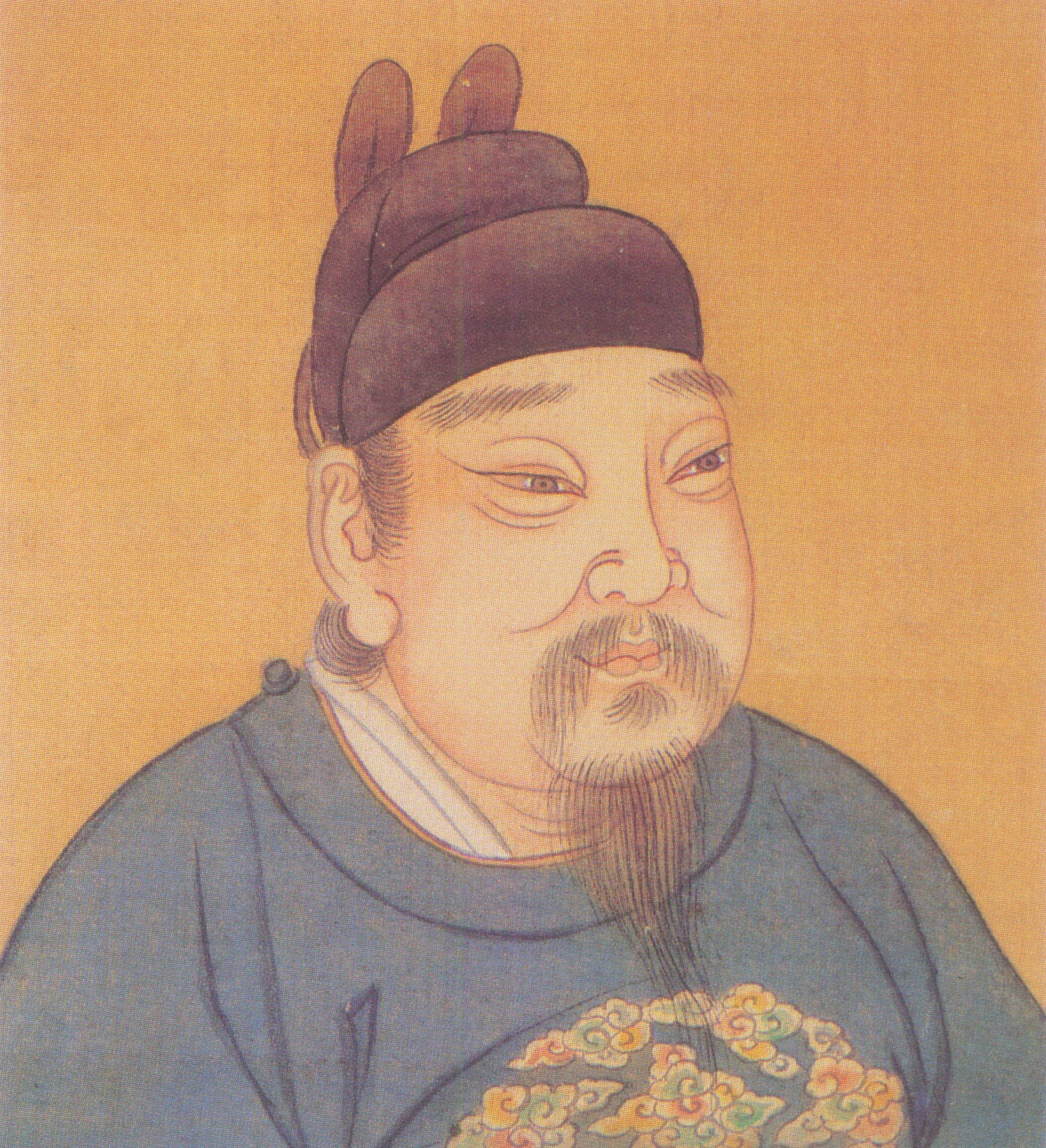
有五代第一明君之稱的後周世宗柴榮

後周太祖登基後減除若干苛政，勵行節儉，使南流的人口再度有流回中原的傾向。然而劉贇被殺，使後漢舊將不服周廷。河東軍劉崇（後漢高祖劉知遠之弟）得知郭威称帝後，自立為帝，建國北漢。他依遼人為援，自稱侄皇帝，並且伺機伐周。舊漢將徐州鞏廷美與泰寧軍慕容彥超意圖叛變，有賴後周太祖陸續平定。
954年後周太祖去世，由养子柴榮繼位，即後周世宗。後周世宗是五代十國中的第一明君，於繼位之初遭遇北漢帝劉崇與遼將楊袞聯合南下。當時周廷驚恐，大多主張穩重行事，然而後周世宗親自擊潰漢遼聯軍，並斬臨陣後退的無能將領，史稱高平之戰。此後改革軍事制度，精簡中央禁軍，補充強健之士，形成「殿前諸班」的禁軍。內政方面，他招撫流亡，減少賦稅，穩定國內經濟。整頓吏治，延聘文人，打壓武人政治，使後周政治清明。955年又廢天下佛寺，獲取大量銅器以整頓經濟。軍事與經濟的提升都為日後基本統一汉地而建立重要的基礎。

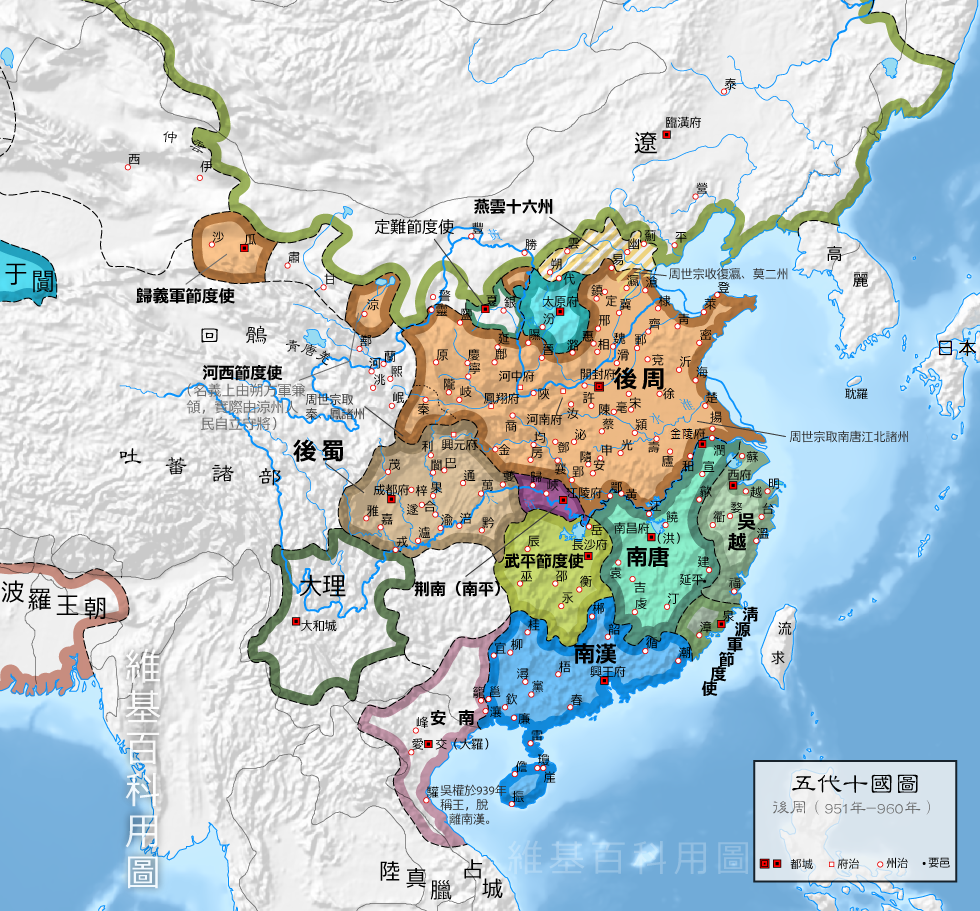
五代十国之後周版圖

後周世宗在穩定國內後即意圖統一天下，他以「十年开拓天下，十年养百姓，十年致太平」為目標。955年率軍擊潰後蜀，占秦州漢中一帶。956年率兵擊潰南唐，獲得江北之地，迫南唐稱臣。959年後周世宗率軍北伐遼朝以收復燕云十六州，周军陸續攻陷瀛洲、莫州等地。當他准备收复幽州時，却突然生病，被迫班师。不久去世，其幼子柴宗訓即位，即後周恭帝。960年，殿前司都點檢趙匡胤以鎮定二州遭北漢、遼朝入侵為由率軍北禦，而後在開封的陳橋驛發生陳橋兵變，受禁軍擁護為帝。趙匡胤回師開封，廢黜後周恭帝，後周灭亡，五代結束。他建立宋朝，即宋太祖。
宋太祖繼位之時，十國仍有後蜀、北漢、南唐、吳越、南漢、荊南與湖南武平軍周行逢、閩南清源軍留從效等，除后蜀、北汉、南汉称帝外，大多奉宋朝為宗主或臣服之。宋太祖面對遼朝的威脅，採趙普「先易後難，先南後北」的策略統一中國地區。962年周行逢、荊南主高保勗去世，兩國新主周保权、高继冲年幼無能。宋太祖趁機於隔年以平湖南之亂為由派兵南下併湖南，途中假道伐虢，併吞荊南。後蜀後主孟昶聞知荊南與湖南被併吞後，聯合北漢以拒宋師。然而其晚年奢侈逸樂，朝政不修，軍隊皆無戰鬥力。965年宋太祖派王全斌、崔彥進出鳳州（今陝西鳳縣）、劉光義、曹彬出歸州（今湖北秭歸），北東兩路同時入蜀。結果不出六十多日，後蜀帝孟昶投降，後蜀亡。其寵妃花蕊夫人在亡國後寫下：「君王城上豎降旗，妾在深宮哪得知，十四萬人齊解甲，更無一個是男兒。」南漢後主劉鋹將政事交給宦官龔澄樞及女侍中盧瓊仙等人。由於只信宦官，官員都需閹割才能進用。970年宋廷派潘美伐南漢，由於南漢將領大臣宗室皆死光，只有宦官領軍，隔年南漢帝劉鋹投降，南漢亡。
南唐後主李煜是詞壇高手，却終日以外患為憂。當時有賴其弟李從善、大臣潘佑與將領林仁肇等人，尚且與後周得以對峙。宋朝建立後，李煜終日與臣酣宴、愁思悲歌。975年宋太祖以南唐帝李煜稱病不入朝為由，派曹彬南征，並以吳越軍為輔夾攻。最後李煜投降，南唐亡。吳越國方面，雖然忠獻王錢弘佐時趁閩國內亂獲得福州，但是本身課稅繁重，民不堪苦。到忠懿王錢俶時，因為對宋朝十分恭順，宋太祖沒有奪取地。而閩南清源軍留從效割據一方，去世後多人爭位，最後由陳洪進奪得。978年錢俶與陳洪進納土歸順宋朝，吳越國與清源軍（964年改名为平海军）亡。而十國最後一個國家北漢的末主是英武帝劉繼元。979年北宋宋太宗派潘美圍攻北漢都城太原，擊退遼國援兵，劉繼元投降，北漢滅亡。至此十國時期結束，正式進入宋朝時期。然而，尚有燕雲十六州還未收復。宋太宗滅亡北漢後不久，他不顧大臣反對，於979年從太原北伐遼朝以圖收復燕雲十六州。起初宋軍攻下易州和涿州，但在燕京的高梁河之戰慘敗而退。而定難軍雖於982年李繼捧奉土歸併北宋，但李繼遷持續於陝北發展勢力。至此進入宋朝與遼朝、西夏、金朝、蒙古等諸國對峙的多元民族競爭時代。

## 疆域與行政區劃
疆域
五代十國的疆域大抵區分成五代與十國。五代諸朝的領土大抵是華北地區與關中地區，一度領有燕雲十六州、河東（今山西省）、蜀地（四川省）與淮北地區。十國與其他藩鎮大多分佈在五代的週圍如華南、湖廣、蜀地、甘肅、河東與河北等地區，其中江南、湖廣地區分裂為六國，這顯示江南地區遠較三國時期更為開化，故已可以用小地域形成自立的地盤。五代十國的各國疆域在宋朝統一後仍然被沿用為路的行政區劃，現在則成為省界。而且，被細分化的疆域仍然不能自給自足，各國只能發展自身產業，並越界進行經濟交流以互通有無，最後促使宋朝商業的發達。
唐朝后期和五代時，政治核心因為戰亂與經濟因素，由長安、洛陽過渡到開封。當時關中因戰亂而荒廢，較強的藩鎮只有岐國李茂貞與定難軍，而河隴地區也持續衰退，回鶻、吐蕃等外族紛紛割據河西走廊；而華中、華南地區經濟強盛，所以割據藩鎮繁多，是十國勢力範圍。而開封處於隋唐大運河中樞地位，負責轉運河北、關中、江南與湖廣地區的貨物，是天下糧食、貨物的轉運站。當關中因戰亂而荒廢時，聚集天下財富的開封就成為五代的首選地位，這也促使宋朝之後的中國朝代選擇以大運河城市如北京、開封、南京與杭州等為首都。另外，五代的戰爭大多以開封的宣武節度使與太原的河東節度使對峙為主，例如李克用的晉與後梁、後晉與後唐、後漢與佔據中原的遼朝、北漢與後周等都是如此。
五代十國的範圍與唐朝后期相比，萎縮明显，比汉地的範圍略小，外族大舉占領汉地的周圍，最後建立遼朝與西夏。河西地區被歸義軍、甘州回鶻與吐蕃諸部所占領。燕雲十六州在938年被後晉高祖石敬瑭割讓給契丹國（後為遼朝），使漢、唐以來北方的國防線全部後退，黃河北岸幾乎沒有屏障。再加上中國政治核心東移，使得五代、宋朝備受遼朝的壓力。而安南地區被靜海軍的曲家所割據，並在吳權於白藤江之戰擊敗南漢軍後，使越南地區正式脫離中國歷史。而在陝北夏州割據的定難軍，雖於982年李繼捧奉土歸併北宋，但在李繼遷努力下於宋朝時獨立成西夏。 
行政區劃
五代十國的行政區劃繼承唐朝后期的形式，即道（節度使）、州（府）、縣三級行政區劃。五代注重對地方官的考課，令其忠於職守，後梁、後唐皇帝都詔諭吏部注意州縣官不得“姑徇私情，靡求才實”。
節度使成為地方行政區劃是由唐朝中期才開始設置的，又稱藩鎮，主管地方軍事、行政與財政，位高權重。安史之亂期間，唐廷成立許多地方節度使以圍堵叛軍。平亂後，唐廷也冊封大量降將為地方節度使以安撫，造就這些擁兵自重，割據為王的藩鎮，形成唐末藩鎮割據的局面。五代時節度使的授任更爲冗濫，有的節度使以親王遙領，如後唐末帝之子李重美遙領成德軍節度使，后汉高祖之弟劉勳領山南西道節度使；或以宰相遙領，如後唐莊宗時以侍中、監修國史郭崇韜兼領成德軍節度使。掌握兵權的節度使往往專横至極，爲所欲爲。其中，權重者稱節度使、權輕者稱防禦使（後稱觀察使），安史之亂後的道，即是節度使的轄區。當藩主有異心時，往往趁機舉兵以圖推翻中央，這個現象自唐朝后期开始出现，五代各朝或地方十國的內部也時常發生，這是五代十國動盪不安的起因。此外還在某些地方設“軍”，成爲一級行政機構。如907年後梁在輝州碭山縣置崇德軍，939年後晉改舊威州爲清遠軍，954年後周以萊蕪監爲廣利軍等，其軍使委命本道差補。到宋朝時，節度使被路行政區取代，並且分割地方的行政、財政與軍事權以防止擁兵自重的局勢出現。
第二行政區為州，州設刺史，第三行政區縣則設縣令。部分州因首都地位或地勢重要而升級為府、例如五代在汴州設有東京開封府、長安設有西京京兆府、魏州設有大名府，有些重要的府在宋朝形成五京制。而十國與各地藩鎮也在其首都或重要州設府，如吳國的揚州江都府、南唐的昇州金陵府與洪州南昌府、楚國的潭州長沙府、南漢的廣州興王府、北漢的太原府、前蜀與後蜀的成都府與興元府、荊南的江陵府等等。並於軍事要地設大都督府，如後梁在宋州、福州均設大都督府。後唐在全國設十大都督府。本時期南方的州縣數量，因為政局穩定、經濟發展與人口增加而增加。《太平寰宇記》所載五代十國時期全國新置五十九縣，絕大部分是在南方，如蜀置五縣，吳越設五縣，閩增設十三縣，南唐新置二十六縣。

## 政治體制
五代十國的政治制度大體沿用唐朝制度，但是各朝變化很多，官職時常廢置不常，其制度比較混亂。朝廷設有主管行政的三省六部、主管財政的三司與主管軍事的樞密院。由於五代十國戰亂不斷，樞密院的權力往往比三省來得大，所以時常以宰相兼領樞密使。五代十國以“使”名官者很多，據《五代會要》記載有崇政院使、宣徽院使、飛龍使、翰林使、五坊使等等三十種之多。十國諸國中雖然有臣服於五代各朝，在制度上仍然是獨立的國家，政治架構等同五代。由於五代十國大多是從節度使起家，對支持他們的幕僚往往擔任新朝廷的職位，而前朝遺老則給予三師、三公或台省官等虛職。而將士有功時，為了攏絡他們，也以官爵名號爲賞賜。這些狀況成為後來宋朝冗官煩多的源頭。
三省六部

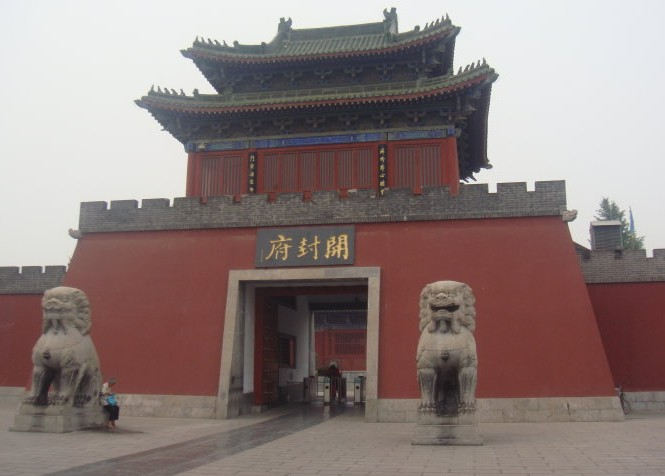
五代的政治核心，汴州開封府

中央行政機構有三省六部。三省為尚書省、門下省與中書省，下設六部尚書，並分司辦事。後梁重新設置唐朝空置的尚書令，並且定爲正一品，改唐朝的尚書左右丞爲左右司侍郎。後唐時恢複唐朝舊制，並多設左右僕射，與尚書左右丞均爲正四品。後梁又設中書門下省，置“中書門下平章事”，改司政殿爲金鑾殿，設大學士一員，以崇政院使敬翔爲金鑾殿大學士。中書省和門下省方面，其官員品級也比唐朝高，其長官侍中在唐代宗以前均爲正三品，後晉時中書令和侍中均爲正二品，左右常侍從三品升爲正三品，門下侍郎從正四品升爲正三品。十國方面，有設有等同宰相的官職，如吳國的大丞相，楚、吳的左右丞相，吳、南漢的參知政事，吳越的參相府事等都等同宰相的職稱。
三司
三司使專管財務，至五代時才確定。早在唐朝時就有户部、度支、鹽鐵等三司分管租稅、財務收支和鹽鐵專賣、物資轉運事務。唐昭宗以宰相崔胤兼領三司使，至此出現三司使。後唐曾設置租庸使以管轄三司，最後正式設置三司使和副使以管理朝廷財務，地方財政也需聽從三司使的命令。以後歷朝相承不廢，宋朝設置的三司就是緣自五代的。
樞密院
五代十國還設有樞密院以掌管軍事，又大多為武將。樞密使掌握軍事，其實權往往超過宰相，可直接下令任免藩鎮。所以通常由皇帝最親信的臣僚充當，有時又以宰臣兼任樞密使。例如959年後周世宗命司徒平章事范質與禮部尚書平章事王溥參知樞密院事，藉此以加強文人官僚制度。早在唐代宗時就以宦官掌樞密，所統領的左右神策軍護軍中尉與兩樞密使共稱「四貴」。此後宦官往往侵奪相權，甚至廢立皇帝。唐朝后期，朱溫大殺宦官，至此開始用朝臣充任樞密使。朱晃建立後梁後，改樞密院爲崇政院，改樞密使爲崇政使。923年後唐莊宗又復稱樞密院，並設樞密使與副使。後晉曾以宣徽使代之，但不久又恢複。中書和樞密對掌文武二柄的方式，最後由宋朝所繼承之。而十國等各國或地方藩鎮也大抵置有樞密使或相當於樞密使的官職。 
法律
五代十國時的刑法，基本沿用唐朝的律令格式和編敕，但因歷朝又都有新頒的敕條，彙編附益，使得格敕前後重複矛盾。957年後周世宗令大臣們進行整理，唐律條文難解的，加上注釋，格敕繁雜的，加以刪除，彙編為《大周刑統》二十一卷。北宋初年所編的《宋刑統》即就此書略加增刪而成。

## 外交
早在唐朝時因為外族紛紛進入中原内附定居，在安史之亂後河北地區、陝北與河西走廊陸續成為外族的勢力範圍，使得中原政局更容易受外族的影響。例如沙陀族、党項族受唐朝冊封為節度使，而沙陀領有的河東軍於五代建立後唐、後晉與後漢。而契丹族的影響最大，多次成為篡立者的外援。建立契丹國後於946年入主中原，建國遼朝。雖然遼朝最後返回燕雲地區，但仍然對中原地區有一定的影響力。

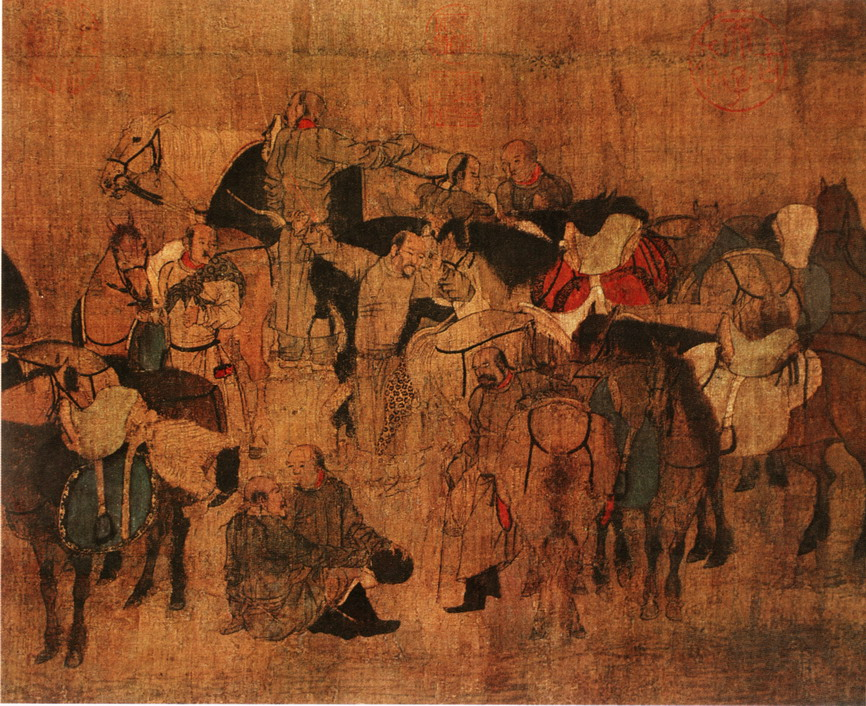
《卓歇图》（局部），五代遼朝的胡瓌所繪，敘述契丹族的可汗、阏氏和他部下於出猎后圍地饮宴的情况

五代時，北方以契丹最強。契丹族原唐朝受封為松漠都督府。唐朝后期，契丹迭剌部的首領耶律阿保機崛起並征服各部，取代痕德堇可汗後於907年即可汗位。他先後鎮壓了契丹貴族的叛亂，征服漠北地區奚、室韋、黠嘎斯、阻卜、韃靼、克烈等部落，在軍事與經濟方面都十分強盛。915年耶律阿保機出征室韋得勝回國，但被迫交出汗位。不久他在灤河邊建城，於隔年建立契丹國，即遼太祖。契丹國掠奪中原的人口，收留因河北戰爭而逃亡的流民，任用韓延徽、韓知古、康默記與盧文進等漢人為佐命功臣。925年東征渤海國後即有意南下中原。遼太宗繼位後趁後唐發生內亂之際，接受石敬瑭的請求，出兵協助攻滅後唐，扶持兒皇帝建國後晉，並且獲得燕雲十六州。石重貴繼位後不願稱臣，並濫殺契丹商人。遼太宗為此多次出兵南征未果，後來有賴後晉大將杜重威投降，而攻陷汴州，建遼朝。而後因為遼軍打草穀濫殺漢人，使中原人人舉兵抗遼，遼太宗也在北返之際於殺胡林去世，遼朝政局動盪不安。雖然遼廷扶持北漢，但最後於959年被後周世宗奪下瀛洲、莫州等地。宋朝建立並滅北漢基本統一汉地後，於同年北伐遼朝。此時有賴耶律沙、耶律休哥、耶律斜軫等名將與宋軍大戰高梁河（今北京西直門外），成功擊敗宋軍，此時也進入宋遼對峙時期。
五代時北方與東北還有奚、吐谷浑、室韋、渤海國、女真、黑水靺鞨等國。奚國於唐朝受封為饒樂都督府，於唐朝中後期多次入侵邊疆。遼朝建立後，奚國被契丹征服，契丹還建立遼中京以統治之，並且逐步同化奚族。而唐朝后期的另一強國渤海國，也在926年亡於契丹，並於原地成立東丹國，以契丹太子耶律倍任人皇王。遼太宗繼位後廢除東丹國，建立遼東京以管理之。而吐谷浑部，原本定居青海一帶，被吐蕃攻滅後，東遷到朔方、河东一帶。五代时散处蔚州等地。936年後晉割讓燕云十六州給契丹國，使得部分吐谷浑臣服于契丹，但仍有不少逃回太原，投奔河東節度使劉知遠。

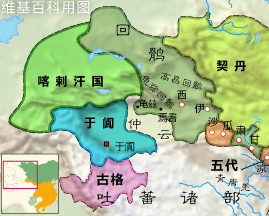
五代时的河西形势圖

唐朝后期，西方吐蕃最強，但因內部分裂而衰。五代時，河西走廊被回鶻、吐蕃與党項等許多民族所割據，有甘州回鶻、肅州龍家（焉耆人）、涼州嗢末、吐蕃六谷部、黃頭回鶻、位於蘭州一帶的党項族、陝北的定難軍（党項統領）等。此時漢人政權只有沙洲、瓜州的歸義節度使與五代屬地的朔方節度使與河西節度使（管制涼州、蘭州等）。而定難節度使是西夏的前身，本體是陝北夏州的党項族。其領袖拓跋思恭因平亂有功，被唐僖宗所冊封。雖然定難軍獨立自主，對外仍然臣服五代各朝與北漢。五代時，後唐明宗意圖併吞定難軍，將庭州軍安從進與定難軍李彝超對調，最後有賴李彝超成功擊退安重進的唐軍才穩固之。最後在宋朝時吞併靈州、河西等地，建國西夏。
西域地區則有西州回鶻、高昌回鶻、龜茲回鶻、于闐、仲雲國與喀喇汗國等。其中于阗和喀喇汗國是西域大國，其範圍涵蓋整個西域地區。拥有塔里木南部广大领土的于阗是盛行佛教的塞种人国度，统治者尉迟家族自汉朝起就掌握该国的政权。唐朝时，于阗属于毗沙都督府，由当时的国王尉迟伏阇雄兼任都督。五代时的于阗趋于汉化，国王李圣天自称“唐之宗属”，国内实行唐朝旧俗，并派人向中原朝廷进贡，后晋封其为大宝于阗国王。喀喇汗國则为伊斯兰势力东进的主要势力，同于阗多次发生战争，但皆以失败告终。十一世纪初，于阗与归义军在喀喇汗國和西夏夹攻中相继灭亡。1212年时，喀剌汗國亡於由耶律大石率領的契丹族，後者建國西遼。
南方有交趾國、大理國、牂柯蠻、彭氏土司與昆明部落。曲承裕擔任靜海節度使後，曲家長期割據交趾，907年去世後由曲顥繼位。930年曲主曲承美被南漢高祖攻滅，不久楊廷藝舉兵並攻下大羅城，靜海軍再度建立。937年矯公羨奪位並向南漢稱臣，隔年楊廷藝的女婿吳權自愛州舉兵，南漢高祖派其子劉弘操率軍入援。吳權在殺死矯公羨後於白藤江之戰擊潰劉弘操率領的漢軍，至此南漢再也沒有南征交趾的意願。939年吳權稱王，建立吳朝，都城古螺，越南地區开始脫離中國歷史，至968年丁部領統一十二使君後建立丁朝，越南正式走上独立发展道路。大理國源自唐朝時的強國南詔，由於長期與唐朝戰爭，國力日趨衰弱，於南詔末年多次發生權臣篡位事件。902年，世襲清平官的權臣鄭買嗣迫南詔帝蒙舜化貞退位，建國大長和。928年大長和的東川節度使楊干貞和清平官趙善政殺死大長和帝鄭隆亶，趙善政建國大天興。次年，楊干貞廢趙善政自立，建國大義寧，而楊干貞之弟楊詔認為海通節度使段思平有異心，促使楊干貞派兵追殺。段思平即向高方尋求庇護。而後，段思平向東方的黑爨借兵，與其弟段思良和軍師董迦羅舉兵反抗。937年滅大義寧，建立大理國，都城大理。

## 軍事制度
五代十國的軍事制度繼承唐朝后期節度使的制度，當時地方藩鎮時常舉兵意圖推翻中央朝廷。為了解決此問題，朝廷逐漸加強中央禁軍以打壓地方，到宋朝更發展成強幹弱枝的政策。而五代十國最高的中央單位是樞密院，大多為武將擔任。由於五代重軍事、輕文人，為了鞏固政權也以宰相兼任樞密使。

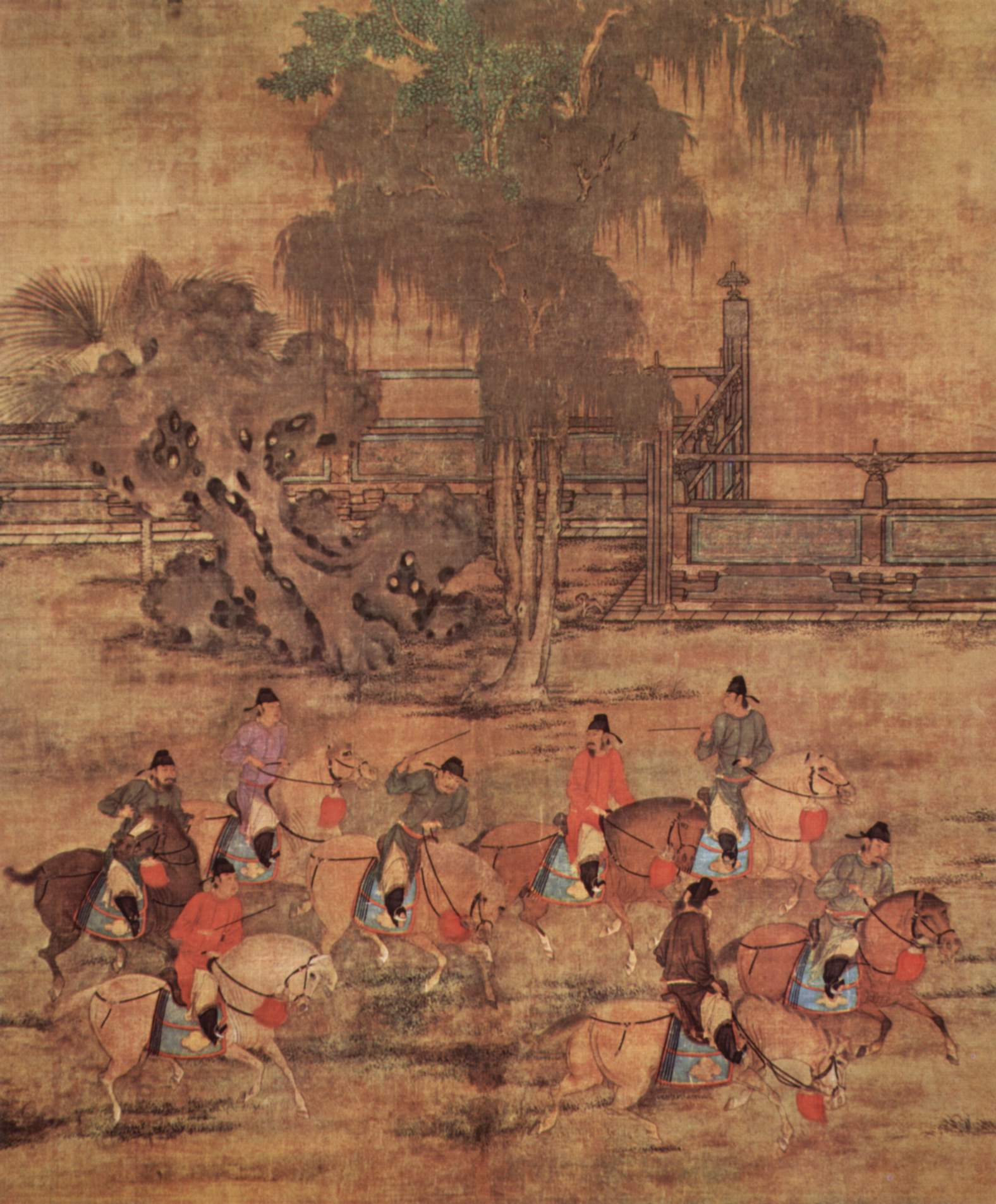
五代後梁趙喦所繪的《八達春遊圖》，描繪宮廷生活

唐朝中期開始，節度使擁有強大兵力，掌握地方軍事、民政、财政。他們位高權重、專横至極，時常發生舉兵意圖推翻朝廷之事，史稱藩鎮割據。而唐朝最後也被宣武節度使朱溫所篡，五代十國的建國者也大多是唐朝后期的節度使。到五代十國時，舉兵篡位之事更多，在後晉高祖割讓燕雲十六州後更加劇烈。也使得五代君王時常替換，最後形成九姓十五君之多的亂世。為此君主紛紛採行建立禁軍、調動地方節度使等強幹弱枝的政策，以削弱地方實力派。禁軍負責守衛首都與皇宮，有時會駐防各地以壓制地方藩鎮，例如後梁、後唐就以禁軍壓制、削弱河北三鎮。後來宋朝宋太祖更以禁軍「殿前諸班」統一天下。此外，朝廷還頻繁調動節度使，更換其駐地，以防止他們長期佔據一方，形成割據勢力。
而五代各朝時常擴充禁軍，軍事官制也繁多易變。後梁太祖最親近的軍隊是「廳子都」，此軍裝備精良，兇悍異常，太原晉軍十分畏懼。立國後擴編宣武軍為禁軍，取禁軍的精銳以成立侍衛親軍。在首都設左右龍虎軍、左右羽林軍、左右神武軍、左右龍驤軍，均以親王爲軍使，後來名稱時有變動。後唐禁軍的前身是河東軍，李克用以眾多養子為骨幹建立「義兒軍」，是其最精銳的軍隊。征戰的主力部隊是915年收編的魏博銀槍效節軍，在滅梁時發揮重大作用。建國後在首都設立嚴衛左右軍、捧聖左右軍等。在後唐明宗時成立侍衛親軍為禁軍，以其鄴都起事的兵士為骨幹，又稱隨駕軍。其中石敬塘還擔任侍衛親軍馬步軍都指揮使兼六軍都衛副使。後晉又在首都設護聖左右軍，其本部軍源自石敬塘在河東起事的軍隊，其部屬劉知遠還擔任侍衛馬步軍都指揮使。後漢軍制沿襲後晉，沒有很大的改變。後周在首都設龍捷左右軍、虎捷左右軍。後周世宗時改革軍事制度，實施練選制度，精簡中央禁軍，補充強健之士，設有殿前都指揮使、水陸都部署、殿前都點檢等高級軍官，形成「殿前諸班」的禁軍。其中殿前都點檢掌握軍事實權，後來擔任此職的趙匡胤在後周世宗去世後發動陳橋兵變，篡位建國宋朝。其次是嚴明軍紀，命兵部尚書張昭遠制定新的軍法。最後是限制藩鎮權力，例如禁止造軍器、干預民政等等。
由於戰爭頻繁，兵役負擔沉重。當時為了防止士兵逃亡，特在士兵臉上刺字記其軍號，以便各地關津識認、追捕逃兵。另外，各地都徵派男女從事運輸，無數人畜累斃途中。後梁太祖攻打青州王師範時，甚至把徵發來堆積攻城土山的民丁、牛驢一起掩埋在土山中。劉仁恭在幽燕徵發十五歲以上、七十歲以下的男子自備軍糧從軍，共得二十萬人。北漢規定十七歲以上的男子皆入兵籍為兵。南唐曾強令老弱以外的人全部從軍。吳越錢俶「盡括國中丁民」為兵。湖南馬希萼調發朗州全部丁壯為鄉兵。閩國後期發民為兵，力役無節。除了兵役，還有各種名目的土木修建勞役。後唐莊宗盛暑修建營樓，「日役萬人」。荊南修理江陵外郭，驅兵民萬餘人從役。閩主建築寺觀宮殿，「百役繁興」。賦役嚴重，使戰亂破壞嚴重的北方社會經濟難以復甦，也大大阻礙了南方經濟發展的進程。

## 人口

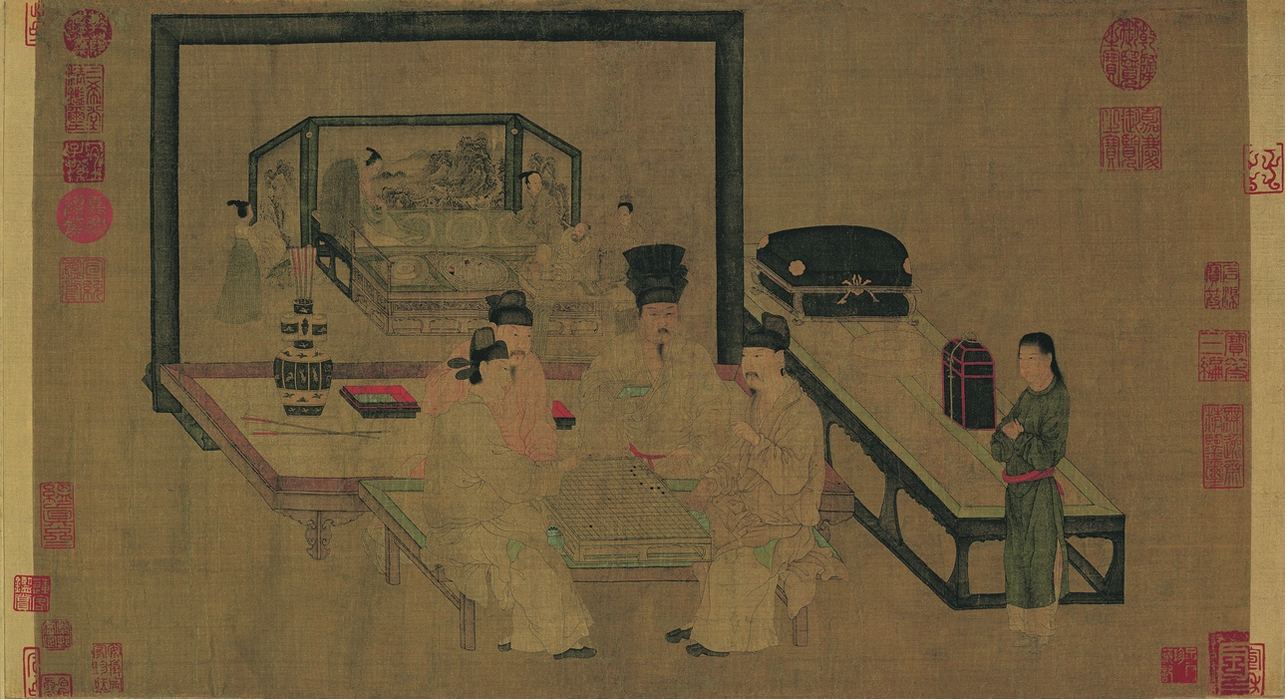
周文矩的《重屏會棋圖》，圖中表現出南唐宮廷或文士生活

唐朝后期至五代十國時期，中原地區的經濟因為長期的戰亂、天災而殘破不堪。黃巢之亂後，長達六七十年內，大小戰事不停。華北地區的兵役和各種勞役異常繁重。統治者視人命如草芥，無辜群眾常遭慘殺。戰爭破壞和苛重賦役促使人民數以萬計餓死或流徙他處。例如唐朝后期蔡州秦宗權四處肆虐，一度攻陷東都（今河南洛陽），形成「極目千里，無復煙火」的情況。朱溫與徐州時溥的戰爭，破壞徐、泗、濠三州的農業。朱溫與河北劉仁恭的戰爭又破壞魏州至滄州之地，於定州之戰更死傷六萬多人。唐朝原本的精華區長安、洛陽一帶也在朱溫東遷唐昭宗期間，被強制遷移人民，並且拆毀房屋，焚燒一切，以至生灵涂炭，在籍民戶不滿百戶。而後梁與晉的戰事，使晉南豫北不少地方「里無麥禾，邑無煙火」。為了抵擋晉軍，後梁數度決開黃河，使得河南、山東一帶洪水氾濫不堪。到後唐、後晉期間，華北地區被受契丹國襲擾，盧龍、燕州之地屢次被契丹騎兵焚掠一空，千里內「民物殆盡」。尤其在契丹軍南下攻陷汴州後，開封至洛陽數百裡間人煙稀少，相州百姓有十餘萬人被殺死。而後河中與鳳翔等鎮在後漢時發動叛亂，戰死餓死的屍體有二十萬具以上。北漢的十二州，盛唐時有二十八萬戶，而在北漢亡國時僅有三萬餘戶，約為盛唐時戶口的八分之一。839年唐文宗時期，戶口有4,990,000戶，到宋朝再度統一時，全國戶口只剩3,790,000戶，在這一百四十年間減少達一百二十萬戶，可以想見唐末五代戰亂的劇烈和民生的痛苦。 
雖然唐朝后期南方也受到龐勛之變與黃巢之亂的影响，但在十國時期，重大戰事較少，政局比較穩定，有利於社會經濟的恢復和發展。再加上唐朝中衰以后，中原动荡不安，不少人紛紛南下江南、湖廣與巴蜀一帶，最遠達兩廣之地，關內道、河南道、河北道都減少很多。而南方如蘇州、鄂州、洪州、饒州、吉州、襄州、郢州、唐州、衡州、廣州等都大幅提升。據說當時的蘇州戶口中，自北方遷來的占原來人數的三分之一，武昌在兩年內戶口增加了三倍，這都反映了南徙人口的眾多，使得人口分布則以南方地區比較密集。長期安定的環境有利於發展生產，使得十國府庫逐漸充實。五代十國末期，後周與北漢的戶口不過一百萬戶，南方諸國則多達兩百七十餘萬戶。在這些國家中，以南唐的六十五萬戶最多，其次是吳越的五十五萬戶居次；再次為後蜀的五十三萬餘戶。這三國的人口總合，差不多是當時中國地區總人口的一半。北宋統一南北時，原後周和北漢所在的華北地區約一百萬戶，而南方九國所在地區已有二百三十萬戶。南方人口超過北方的態勢至此已經定型，北宋年初的南北人口比例大約是6：4。
| 年代                        | 戶數        | 口數                 | 備註               |
| --------------------------- | ----------- | -------------------- | ------------------ |
| 唐哀帝天復三年（907年）     |             | 全國估計20,000,000人 | 唐朝滅亡。         |
| 后周世宗显德六年（959年）   | 2,309,812户 |                      |                    |
| 宋太宗太平兴国四年（979年） | 3,790,000户 | 32,500,000人         | 北宋基本統一汉地。 |

## 經濟
唐朝後期因為安史之亂、藩鎮割據與黃巢之亂的因素，使得北方戰亂不堪，人口流移南方，田園荒蕪。到五代十國時期，五代時交迭頻繁，北方戰火始終未能平熄，北方經濟比較落後，人口持續大減。直至後周後期才逐漸恢復，但經濟力始終不如南方。而南方則較為安定，持續吸收來自北方的流民，替南方帶來大批的勞動力及先進的耕織技術，加速了南方經濟的發展。到五代十國期間，由於南方十國國家林立，擺脫北方經濟負擔，而且君王重視生產發展，發展出若干個以大城市為中心的經濟區域。蜀地是農業、工商業發達地區，倉庫飽滿。江南兩淮重農桑、茶葉、水利與商業貿易，其中吳越、閩國與南漢的貿易最為興盛。湖廣要靠賣茶和通商，運茶到黃河一帶，交換衣料和戰馬以獲利。這些區域彼此互通有無，並與華北、外國通商貿易，商業十分興盛。所以，南方至此已完全代替北方成為全中國地區的經濟中心。

### 農業

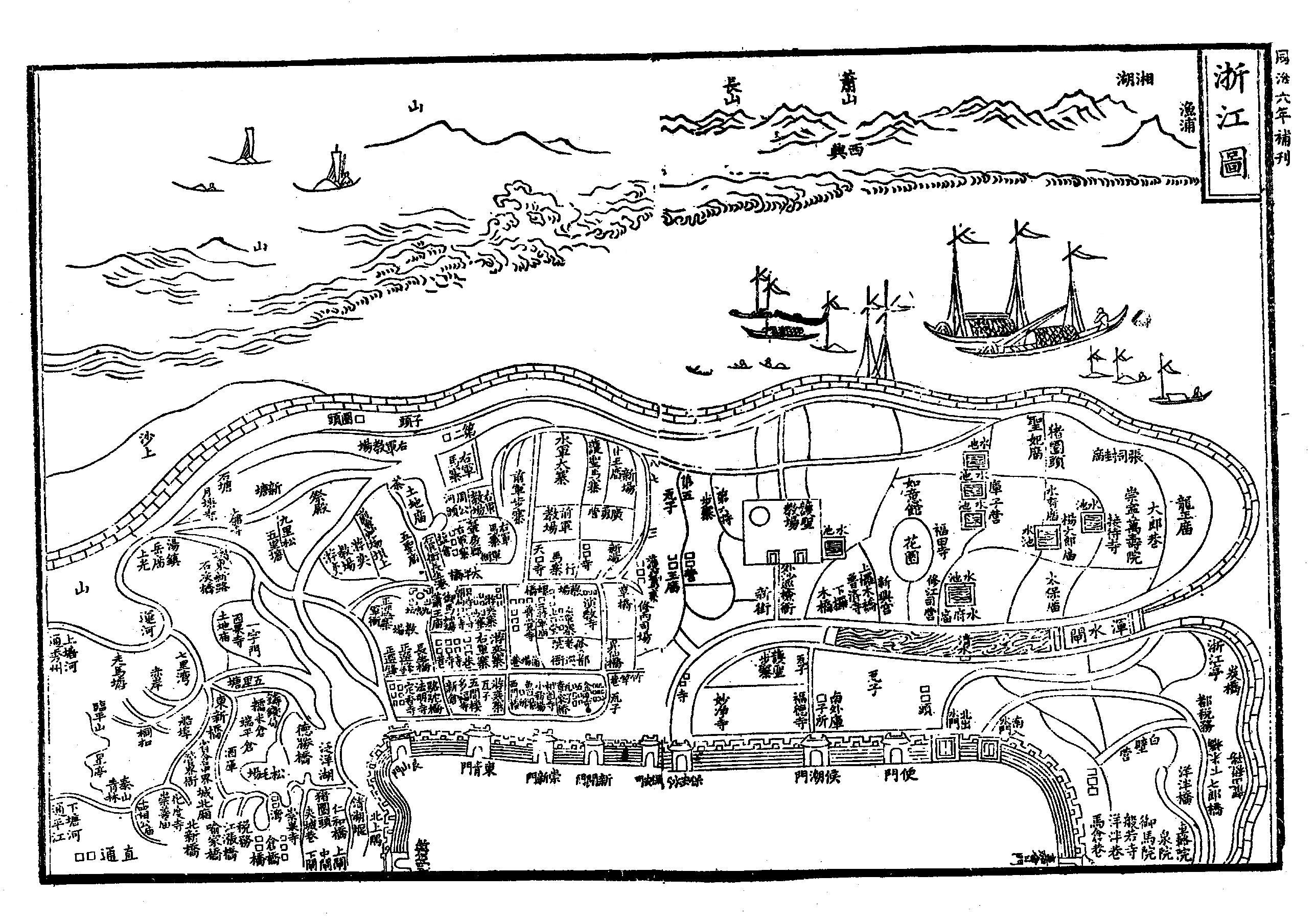
北宋時杭州城與钱塘江地圖，此城與錢塘江石塘是吳越王錢鏐所修建的

唐朝后期至五代十國時期，中原地區的經濟因為長期的戰亂、天災而殘破不堪，河北、河南、山東與關中一帶都是戰亂區。例如943年後晉出帝時，春夏裏有早災，秋冬有水災，蝗蟲大起，境內竹木葉都被蝗蟲吃光；再加上軍事上人為的決黃河水，水浸汴、鄂各州，使北方的生産遭到極大破壞。相對的，自漢魏六朝以來，比較平穩的江南、湖廣與巴蜀地區的經濟持續發展而十分興盛，成為中原人民投奔的地方。在加上華南地區被細劃分數國，各國為了提升經濟力莫不細心經營，這使得十國的經濟力遠勝於重武力的五代。 
雖然五代戰亂不堪，但仍有不少君王提振經濟。後梁太祖稱帝後重視農業，他任張全義為河南尹，以恢復河南地區的生產。908年又令諸州滅蝗以利農桑。後唐明宗執政期間，提倡節儉，興修水利，關心百姓疾苦，使百姓得以喘息。到後周時，後周太祖郭威為了減輕農民壓力，於952年直接將兵屯的營田賜給佃戶，以提升稅收；並且廢除後梁太祖朱溫實行的「牛租」，使農民免除牛死租存的負擔。到後周世祖時，建立均田制，按實際占有田畝徵稅。這不同於隋唐前期的舊制，而是同兩稅法之後普遍實行稅產是一致的。
南方十國提倡經濟發展，並且重视兴修水利，防水治害。例如吳越、南唐獎勵農桑；閩及南漢促進海外貿易；前蜀和後蜀亦能發展農耕絲織，此均能令南方的經濟得到發展。巴蜀地區在唐朝就十分富庶，有天府之國之譽稱。經歷戰亂後，在前蜀王建與後蜀孟知祥、孟昶父子的經營下，政治相對穩定。他們又注重興修水利，廣泛耕墾，在褒中一帶還興辦了屯田，使得農業生產比較發達。後蜀時期，「百姓富庶」、「斗米三錢」，米便宜到一斗三文錢。而兩廣地區也讓不少人遷居，五十年來，南嶺以南無事，使得南漢府庫逐漸充實。
吳與南唐、吳越所在的兩淮、江南與太湖地區在隋唐時期十分繁榮，是唐朝的粮食重鎮。歷經龐勛之變與黃巢之亂後也逐漸回復，當地朝廷支持大規模開墾荒地，並且修築水道。吴和南唐在丹阳疏浚练湖，在句容疏浚绛岩湖，在楚州筑白水塘，在寿州筑安丰塘，少者溉田数千顷，多者溉田万顷以上。吳越王錢鏐在錢塘江修築錢塘江石塘以防海潮侵襲，並且疏浚西湖、太湖和鑒湖等，又募民開墾荒田，免徵田稅，使杭州一帶成為江南富裕之城。而福建地區在唐朝后期經濟力不強，王潮、王審知兄弟領有閩國後，他們勸民農桑，在连江县车湖周围筑堤，可溉田四万余顷。南唐和吴越的農民还修建了一种圩田，即围田。旱则开闸引水灌田，涝则关闸拒水，把低洼的涝地变成良好的耕田。而湖廣之地，在東晉南朝以來也十分興盛。馬殷據湖南建國楚國後，不斷提升湘中、湘西的糧食產量。在周行逢據有湖南時，人民「率務稼穡，四五年間，倉廩充實」。這些都使得長江中下游一帶成為「賦出於天下，江南居十九」的餘糧區，到宋朝更有「蘇常（或湖）熟、天下足」的說法。
南方除了糧食作物興盛之外，茶葉、絲綢與棉花等經濟作物也十分興盛，且進入專業化的地步。當時茶葉除了種於山區之外，也有建立於平地丘陵制之上。根據《四時纂要》記載當時江南茶園十分發達。楚國发展茶葉、植桑養蠶與棉花十分興盛，閩國發展經濟產物茶葉，又獎勵海上貿易，大舉提升當地的經濟。

### 手工業

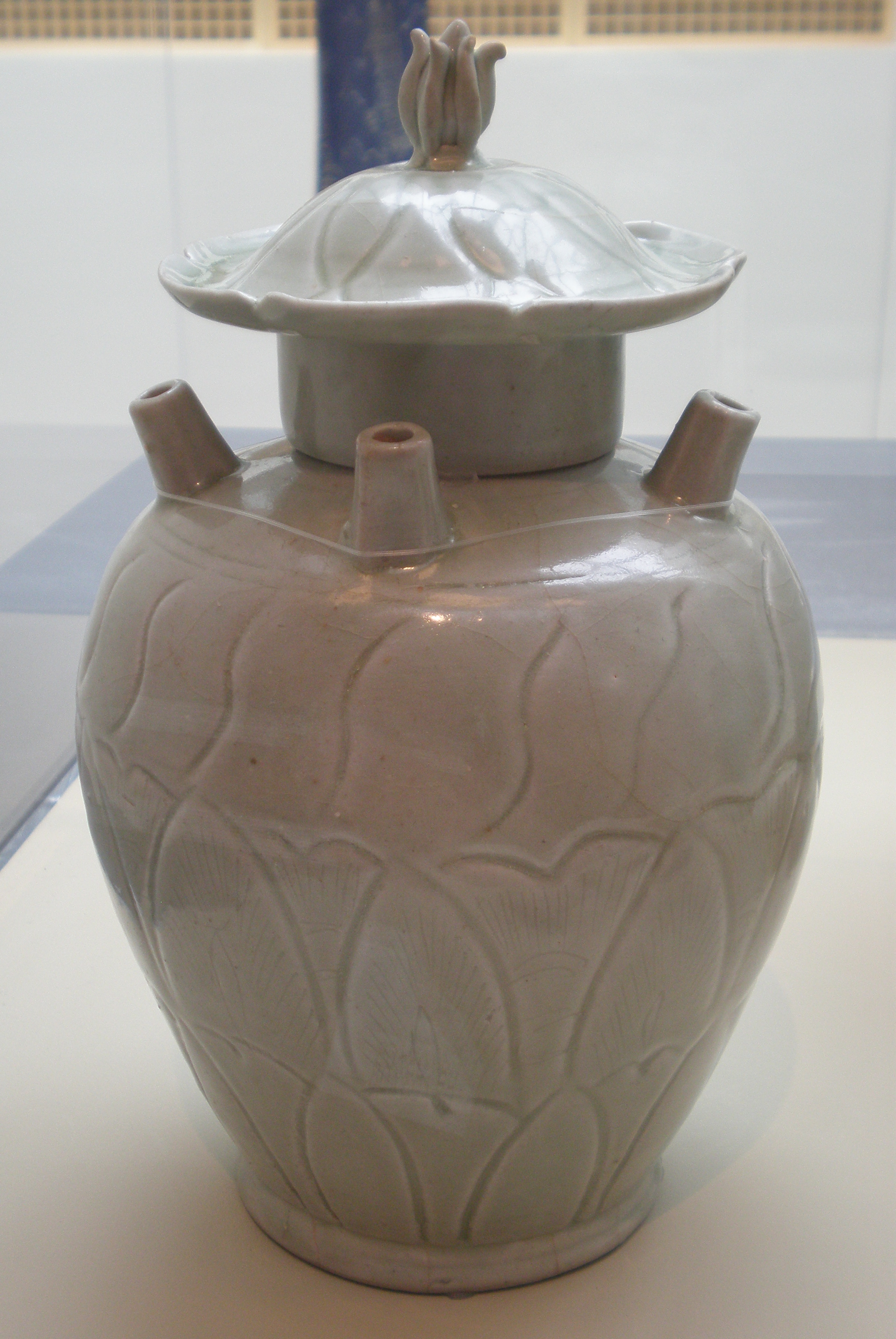
五代的蓮尖四壺嘴白瓷

諸國混戰雖然嚴重破壞了社會經濟，但社會生產仍未中斷。即使在華北地區，後梁太祖建國初期和後唐明宗在位時，都曾分別採取某些恢復生產的措施。後周時，手工業如紡織、造紙、制茶、曬煮鹽等生產也有所發展。而南方十國的紡織業更是凌駕在北方之上。
雕版印刷最初是在民間流行，在五代十國時期尤為突出，其中以江南和巴蜀两地比較发达，不仅有民间书肆出售的佛经和日用各书，而且士大夫阶级所读的儒家经典也用雕版印刷發行。雕版印刷較發達的前蜀，印刷品主要是占卜書、字書等。到後蜀時專門印製，導致「蜀中文學復盛」。932年後唐宰相馮道提議官方採行雕版印製《詩經》、《書經》、《禮記》等等九經，出現官方大規模印刷。這個計畫由國子監實現，沒有因為戰亂而中止，直到953年後周時期才刻印完畢，共二十二年。從此，刻本「九經」廣為流傳。此後朝廷刊印經書的數量增加，這個任務也交給國子監負責，書版也收藏在國子監內，被稱為「監本」。
五代亦為陶藝的重要蛻變期，也是由民間走向官方製窯。民窯與官窯分道揚鑣，爭奇鬥艷，成為一色釉瓷器盛行的時期。官方創設官窯，專門供應皇室和官員所用。在北方有後唐、後周的御窯，在南方有吳越國的秘色窯，西南方有前蜀、後蜀的官窯。而民間也保持優良的傳統，例如位於河北的定窯即十分興盛。而吳越國的越器，其燒製技術優良，十分有名。五代的陶瓷匠師更是創造出「雨過天青」的傳世之寶，成為中國古代陶瓷發展史上的一大創舉。製窯技術也遠傳國外，918年後梁時期時，高麗便學會中國的造瓷技術，並在康津設立了窯廠，此後又陸續傳到了日本及西方各國。
澄心堂紙是五代時期的名紙之一。五代南唐後主擅寫詩詞，喜歡收藏書籍和紙張，為此將金陵官府的一幢房子命名為澄心堂，作為作詩藏書之地。南唐後主還特地令四川造紙工匠來到澄心堂，仿照蜀紙製成一種質地優良的新紙，並命名為「澄心堂紙」。因為澄心堂紙的質量非常好，以至一紙值百金，是紙品中的佼佼者。此後宋朝、清朝也都學習南唐的技術，生產並使用了這種紙。

### 商業
商業方面，由於北方五代戰亂不斷，農業遭受破壞，連帶商業也難以發展。而華南經濟未遭受很大破壞，南方十國的政局相對於北方也比較穩定，除了盛產糧食之外，部分國家還大量出產茶葉、絲綢與棉花等經濟作物。由於國家林立，長江水運與海上運輸都很便利。各國紛紛互通有無，有的還與外國貿易，使得商業貿易十分發達。華北需要大量的茶葉，而楚國、南唐與閩國等南方茶商也需要運送至河南、河北等地，使得荊南成為茶葉轉運中心，商人販賣茶葉，買回繒纊、戰馬。而江南所需的食鹽一部分也依賴華北供應。北方五代與北漢、燕、岐等勢力從契丹、回鶻、党項買馬，前後蜀向西邊各少數族買馬。南方諸臣服國都以進貢方式和北方進行貿易。南唐、吳越、閩國與北方的貿易主要是通過海路，東自高麗、日本，西至大食，南及占城、三佛齊等都有商業往來。當時有不少貿易大港如揚州、明州、廣州等等，其中杭州、福州與泉州都是這個時期擴建成長。例如吳越錢鏐擴建杭州城、閩國王審知擴建福州城、閩南留從效擴建泉州城等。吳越、吳國和南唐從海外輸入「猛火油」使用，還從海道再輸往遼朝。從全國範圍來說，由於政治不統一導致交通阻隔，商業發展受到限制。如前蜀法令規定：「不許奇貨東出」。後周規定販運食鹽不得逾越漳河。但是，通商貿易仍然十分興盛。
然而，也有另一種觀點認為，正是因為處於分裂時代、政治不統一，商貿才能有如此長足的發展。大一統的政權滿足於農業的收益，傾向於重农抑商、將治下民眾束縛於土地上，統治者對政治穩定的考量往往壓倒經濟利益，並忌憚沿海城市發展商業而導致的政治離心力。分裂時代則不同，擺脱了中央控制的不同的割據政權，在面臨土地有限、難以單獨依靠農業支撐統治時，無不以商賈為重，作為地方政權的財政之源、立國之本；甚至為了能在各國之間的商業競爭中生存，更不得不加大海外貿易的比重。譬如，東南沿海的南漢、吳越、閩國三國都十分注重外貿，各國鼓勵外商進駐的同時也鼓勵本土商人去東洋、南洋發展。即便是深居內陸的小國荆南，也十分注重和仰仗河運商業，甚至到了以商業利益決定外交政策的程度。這種政治分裂形成的對商貿、航海的重視，不僅在割據時期支撐著地方政權的生存，更在長遠的時期看來第一次致使了有別於唐及以前點對點式貿易的、遍佈東亞的、完善而龐大的貿易網絡的形成。此外，出海行商而富賈一方的思潮在往後的時代中發揮著長遠的影響，形成了商賈為先的風氣和傳統，並鼓舞著一代代逐利的商人冒險遠航。所以，五代十國時期也標誌著東南沿海自主發展海外貿易和中國由「頭枕三河、面向草原」到「頭枕东南、面向海洋」轉變的開始。

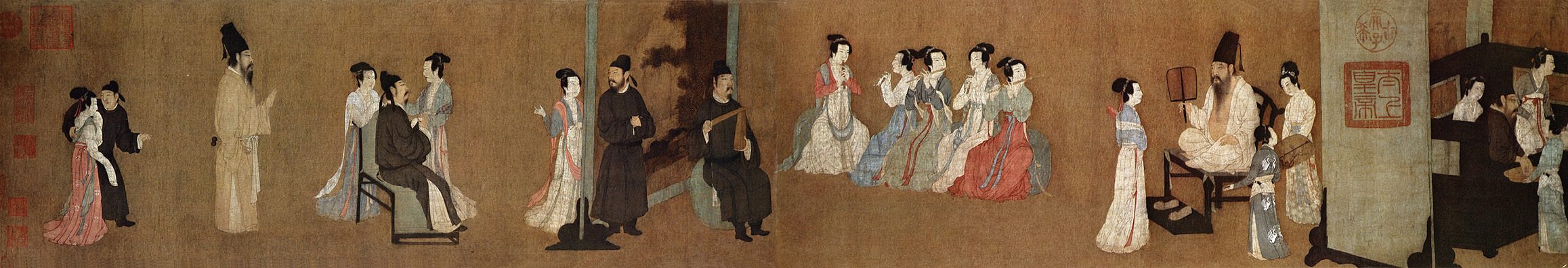
南宋摹本《韓熙載夜宴圖》，描摹了南唐巨宦韩熙载家开宴行乐的场景

## 文化
五代於中国文化史上具有重要地位，主要表现为印刷事业的发展、火药在战场上的出现、词的兴起等几个方面。由於南方較北方富庶安定，因此，文學、繪畫、金屬工藝、浮雕、紡織、陶藝等均盛行於南方。

### 學術思想
五代儒家學說雖然還是國政的基本依據，但是對社會、政治的影響力已經大大降低。因為儒學對於官方及正常秩序的依賴，要比佛、道二家大得多。當五代政權屢變，儒學備遭破壞，其思想影響大大降低。後唐明宗在敕旨中指出了學校多廢、典籍罕傳的狀況。後周世宗時，更做了一些恢復儒學的努力，使儒學的傳統不至於中斷。而民間私人講學的風氣也很盛行，培育了不少的儒學人才，這都成為宋代儒學興發的重要養分。
由於社會動蕩和時代短促的緣故，時常發生叛變弒君事，而君王大多重武輕文，士人也重實輕虛，使得本時期比較少有傑出的學者和思想家，有名的儒者只有馮道。馮道為五代政治家，大規模官刻儒學《九經》，侍奉九姓十五君，「累朝不離將相、三公、三師之位」，前後為官四十多年。其行為事君不忠，但是事親濟民、其主政提攜賢良，在五代有著「當世之士無賢愚，皆仰道為元老，而喜為之偁譽」的聲望，晚年著有《長樂老自敘》。
由於亂世災禍，人們對前途深感無從把握，大多採行消極避世的思想，部分儒者與百姓轉向佛教與道教。有研讀道籍者，也有隱遁山林者，名利之心淡漠，注重個人養生，而有「五季之亂，避世宜多」。其中道教學者譚峭繼承老子「道」為世界本源的說法。他認為天地間萬物均是由道演化而來，而道的本質則是虛，許多觀點蘊含著人民性、民主性因素。譚峭著有《化書》，其中《道化篇》云：「道之委也，虛化神，神化氣，氣化形，形生而萬物所以塞也。道之用也，形化氣，氣化神，神化虛，虛明而萬物所以通也」。
唐朝后期的皮日休繼承王充以來的「氣」一元論，將氣看作天地萬物的本原。他不認同相命術數等迷信，也不認為有「天」，主張無神論。並且具有民本思想，重視人民生活，批評唐廷政治腐敗無能。

### 文學與史學

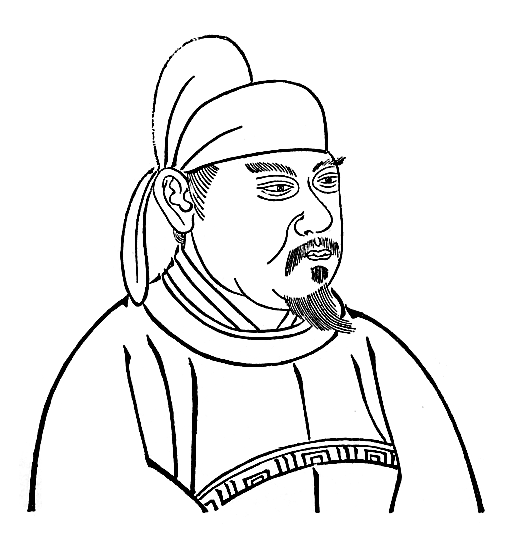
南唐李後主李煜是五代十國中最重要的詞人
，其著名之作〈虞美人〉中：「問君能有幾多愁，恰似一江春水向東流。」，含蓄地顯示出愁思的長流不斷，無窮無盡

五代的文人饱经沧桑，诗文也透露着沉痛的气息。其中以吳越國诗人罗隐的五七言诗比较优秀，著有《羅隱甲乙集》，收其詩作，今已不傳。五代前期时期流亡四方的文人学士颇多，司空图、韦庄、杜光庭等，都是非常有文学成就的人物。
然而五代十國的文學是詞的重要發展時期。其詞風的前期繼承晚唐風格，主要描寫皇室貴族的享樂生活。其題材庸俗，境界狹窄，風格柔靡，以花間派的作品為代表。到後期出現清晰深沉的描述，情感生動，使人回味無窮，對宋詞的影響極大。花間派起源於晚唐溫庭筠、晚唐前蜀的韋莊，其中溫庭筠被後人稱為「花間鼻祖」，有名的有〈菩薩蠻〉、〈夢江南〉等，而韋莊有〈女冠子〉、〈菩薩蠻〉等，其風格較為清新。而後繁榮於五代，以蜀地和南唐詞人較多，水平也較高，從而成為兩個中心。蜀地有晚唐前蜀的韋莊與後蜀的歐陽炯等人，他們的作品後來由趙崇祚收入《花間集》。歐陽炯詞作風極委婉之致，有名的有〈南鄉子〉。
另一個中心的南唐有馮延巳、中主李璟、後主李煜等人。馮延巳的作品有〈採桑子〉、〈謁金門〉等，詞風細膩深沉，影響北宋詞人晏殊、歐陽修等，遺有《陽春集》。李璟的作品以〈攤破浣溪紗〉最具代表，內容深動，沒有艷麗虛浮感，李璟父子的作品被後人集刻為《南唐二主詞》。李煜是五代十國中最重要的詞人。其前期的作品也是如同花間派，以〈玉樓春〉、〈菩薩蠻〉等宮廷艷麗生活為主。但在國亡被俘後所寫的詞，或慨嘆身世，或懷戀往昔，形像鮮明，語言生動，把傷感之情寫得很深摯，以〈虞美人〉、〈浪淘沙〉、〈烏夜啼〉等最具代表。突破了晚唐以來專寫風花雪月、男女之情的窠臼。在內容和意境兩方面都有創新，為北宋詞的發展開拓了新的領域。
史學早在唐朝就十分興盛，到五代十國時仍然盛行，並且重視唐朝史料的部分。其中，以《舊唐書》和《唐會要》最有名，對於記述唐代史事、人物、典制、興亡盛衰等都具有特別重要的價值。《舊唐書》即《唐書》。為了累積豐厚的資料，早在後梁末帝即下詔徵集唐代家傳以及公私章疏，到後唐明宗又設三川搜訪圖籍使到成都一帶搜尋唐實錄，並明令保護碑碣。最後後晉高祖在914年後晉天福六年下令撰寫，到945年開運二年完成。本書先後由張昭遠、賈緯、趙熙等等人撰寫，監修一開始是趙熙，最後是劉昫。《舊唐書》保存豐富的人物、事件等原始史料，例如李密的〈討隋煬帝檄文〉，受到後世史學家的重視。但是成書倉促，對原始材料缺乏加工，唐憲宗以前多照抄國史、實錄，而唐穆宗以後系編纂雜說、傳記，所以到宋朝又出現《新唐書》。
五代另一個鉅作《唐會要》是由後周的王溥所著，其分門別類的敘述唐代各項典章制度與文物的沿革变迁，再現唐代風貌，是中國历史上第一部《会要》专著。五代的歷史筆記也十分興盛，主要也是敘述唐代事物。王仁裕的《開元天寶遺事》記載唐玄宗時的朝野逸事、王定保的《唐摭言》詳述唐代貢舉制度、劉崇遠撰《金華子》記敘唐末朝野故事、孫光憲的《北夢瑣言》記載唐及五代士人逸事等。這些筆記內容真切，在時代特點與社會風貌方面的敘述也比史書多元。

### 宗教

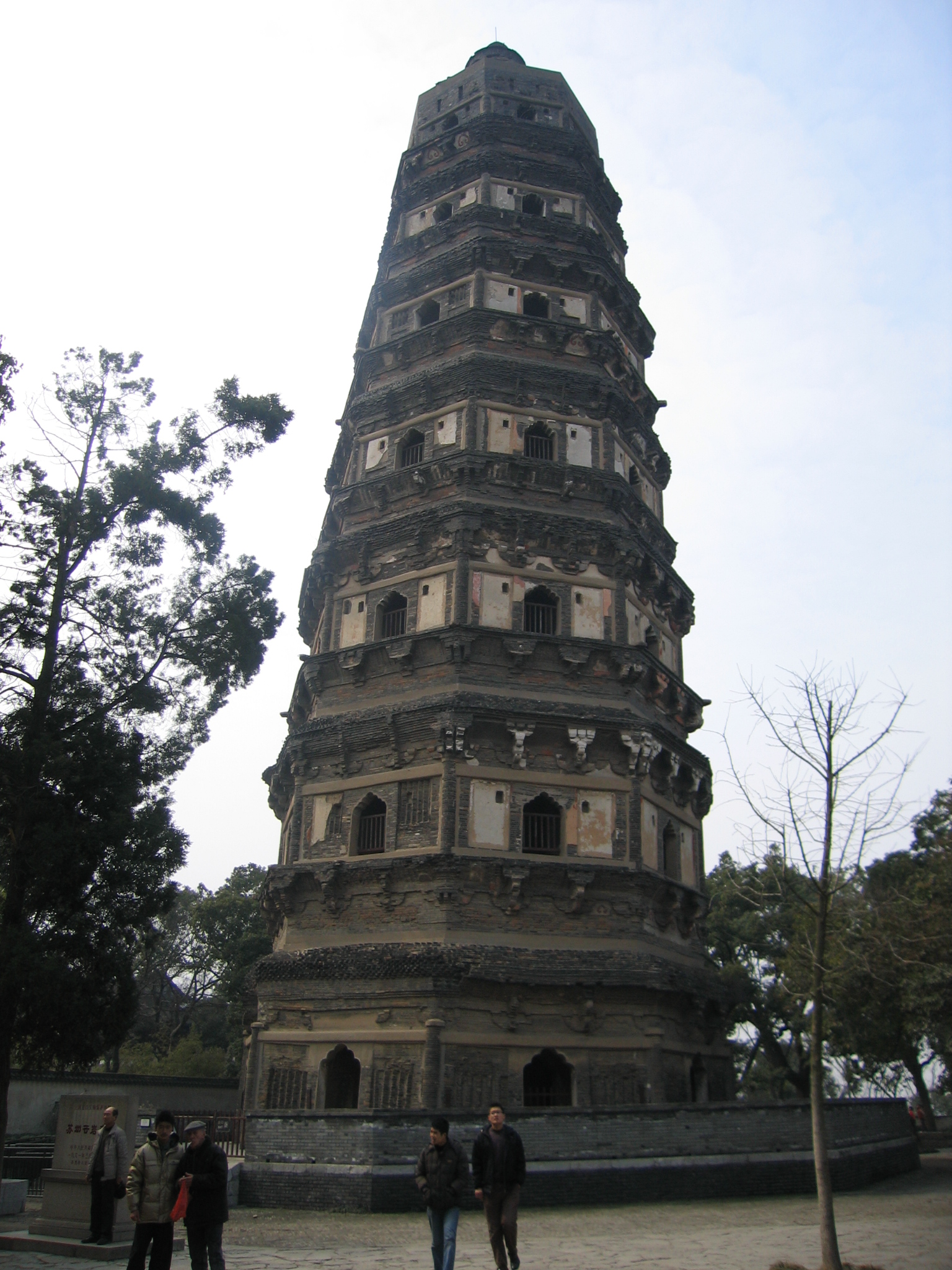
雲岩寺塔，位於蘇州西北部的虎丘山頂，是五代重要的建築

唐朝后期、五代時期政局混亂、戰亂不堪，使得儒學衰退、許多士人百姓紛紛尋求宗教上的撫慰。宗教方面依舊延續唐朝中期以来的政策，趨向崇道貶佛，但是佛教在南方逐漸生根发展。五代各朝推行限制賞賜名僧和度僧人數的政策以限制佛教。但是南方十國崇尚佛教，並沒有強制限制，而南方又以中國化的禪宗為主。道教在五代十國時期所受限制較少，許多五代皇帝推崇道教，使得道教比較興盛。然而佛教在民間的影響力仍然勝過道教。
武宗灭佛後，佛教各宗陸續衰退，只有禅宗南宗逐漸興盛，並且在唐朝后期开始分為五宗。禪宗在南頓北漸後分成神秀的北宗與惠能的南宗。惠能主張頓悟、見性成佛，在南遷嶺南後廣為流傳。其弟子神會北返洛陽，並在明定南北總是非大會上擊敗北宗，使禪宗南宗成為禪宗主流。禪宗南宗而後分成神會的荷澤宗、行思的青原宗與懷讓的南岳宗。南岳宗至百丈懷海時，其弟子靈佑、慧濟創建溈仰宗，在五代時期十分興盛，至北宋四代而亡。百丈懷海的弟子希連、義玄創建臨濟宗，到北宋成為禪宗最興盛的派系。文偃創立雲門宗，其思想可概括為三句，即：「函蓋乾坤句，截斷眾流句，隨波逐浪句」。文益開創法眼宗，認為「三界唯心，萬物唯識」，所以主張「不著他求，盡由心造」。青原宗至曹山本寂時創建曹洞宗，在唐末五代時期形成五宗七派，即溈仰宗、臨濟宗、雲門宗、法眼宗、曹洞宗等五宗，再加上臨濟門下分出的黃龍、楊岐兩派等。然而禪宗到後期過度推廣頓悟，反而流於形式與神祕主義，甚至出現「呵佛罵祖」之事。使得佛教走向世俗化、制度解體化。
佛教其他宗在武宗灭佛後大半衰亡，天台宗、唯識宗的典籍亡失。五代十國時，十國吳國皇帝邀請高麗諦觀應攜天台典籍，諦觀著《四教儀》，使得天台宗因而復興。而淨土宗滲入民間，並且向上流傳至士人，到後期與禪宗融合，一度有「禪淨一致」的思潮。佛教在後周時又發生大規模排佛運動，後周世宗以寺僧浮濫，直接影響國家賦稅、兵役為由整飭寺院，沙汰僧尼，與前次滅佛運動合稱三武一宗。至此中國北方的佛教日益衰落，而南方佛教仍繼續發展。

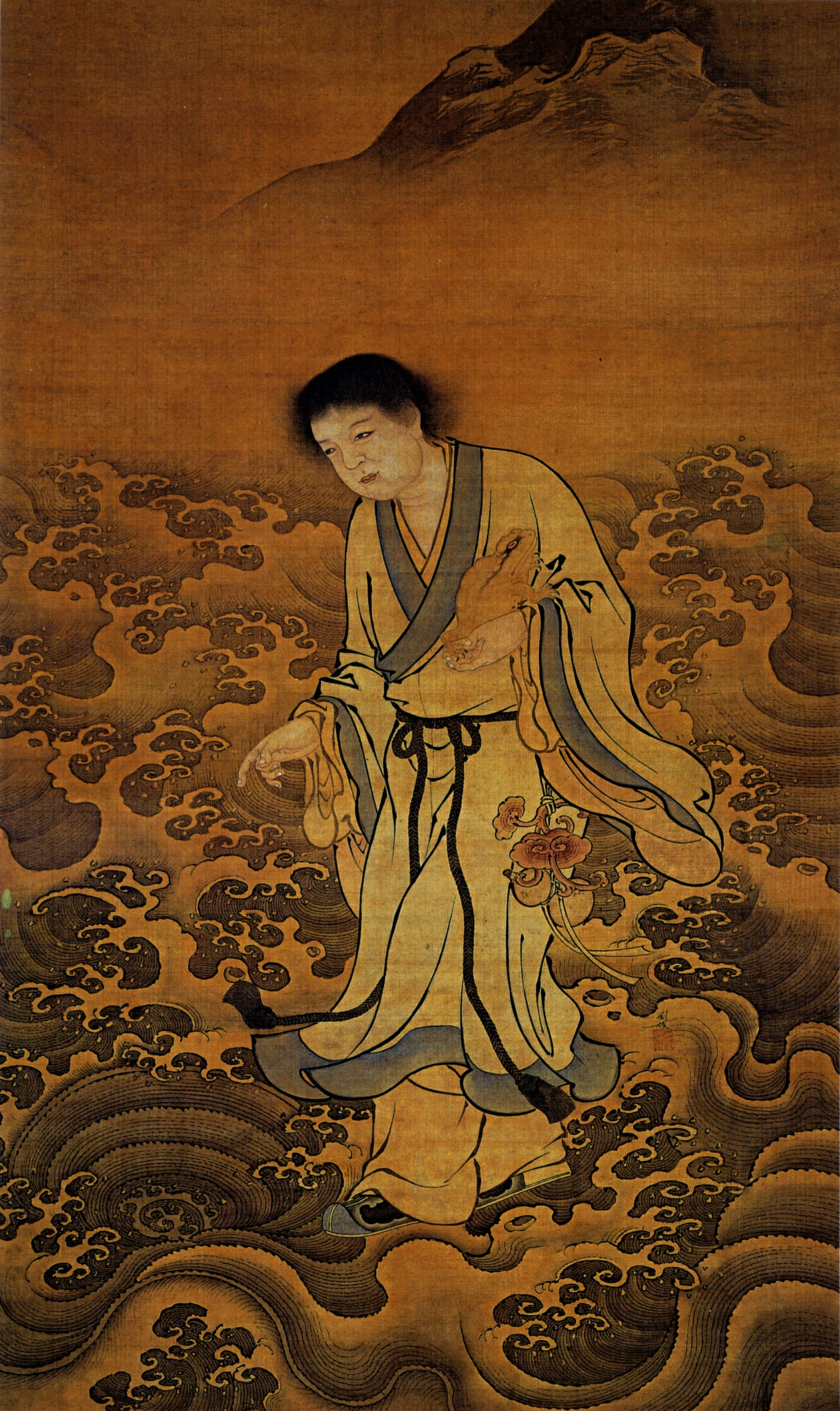
劉海戯蟾圖，相傳劉海為道教全真道北五祖之一

唐末五代的道教仍然十分興盛，逐漸以外丹道走向內丹道。五代十國時有不少崇道的君王，例如後周世宗就是抑佛揚道。而道教則在五代多朝皇帝的扶持下，以此較盛行的勢態延續至宋朝，為道教在宋朝的鼎盛奠定基礎。五代有名的道士有杜光庭、譚峭、彭曉、谭紫霞與劉海等。杜光庭主張以道為本，納儒、佛入道，著有《道德真經廣聖義》、《常清靜經住》等等。他主張修道之人都要「因元氣而成」，其方法是「安神去欲、保守三元」。他繼承唐玄宗時道士吳筠的作法，認為三教應該融合無別。他說：「凡學仙之士，若悟真理，則不以西竺東土，為名分別，六合之內，天上地下，道化一也。若悟解之者，亦不以至道為尊，亦不以象教為異，亦不以儒宗為別也。三教聖人，所說各異，其理一也」。杜光庭的清淨之道，可以說是道教融合佛儒的典型代表。此外，他還將茅山宗和天師道兩派的齋醮儀式統一起來，並加以規範與制度化，廣受後世道教所採用。
譚峭自幼愛好黃老、諸子及列仙傳記，立志修道學仙。擅長辟穀養氣之術，著有《化書》（《譚子化書》），認為萬事萬物皆源於虛，「虛化神，神化氣，氣化形」，後復歸於虛，「其化無窮」。彭曉著有《周易參同契分章通真義》，都比較有影響力。
摩尼教、景教與祅教等宗教也因武宗灭佛而大半衰退，其中摩尼教走入地下化，並在五代復受五代朝廷禮遇。摩尼教化為民間秘密宗教後，成為農民起事的凝聚力量來源。例如920年後梁時期的陳州毋乙、董乙等人就利用摩尼教起事。而伊斯兰教沒有在武宗灭佛被取締，其主要以僑寓中國沿海的阿拉伯、波斯商人的後裔為主，這些人大都沿習父輩的信仰。在西域一帶的民族也因為伊斯蘭教的東傳而逐漸放棄原本的摩尼教、景教、祅教、萨满教與佛教，成為新一代的穆斯林。

### 藝術

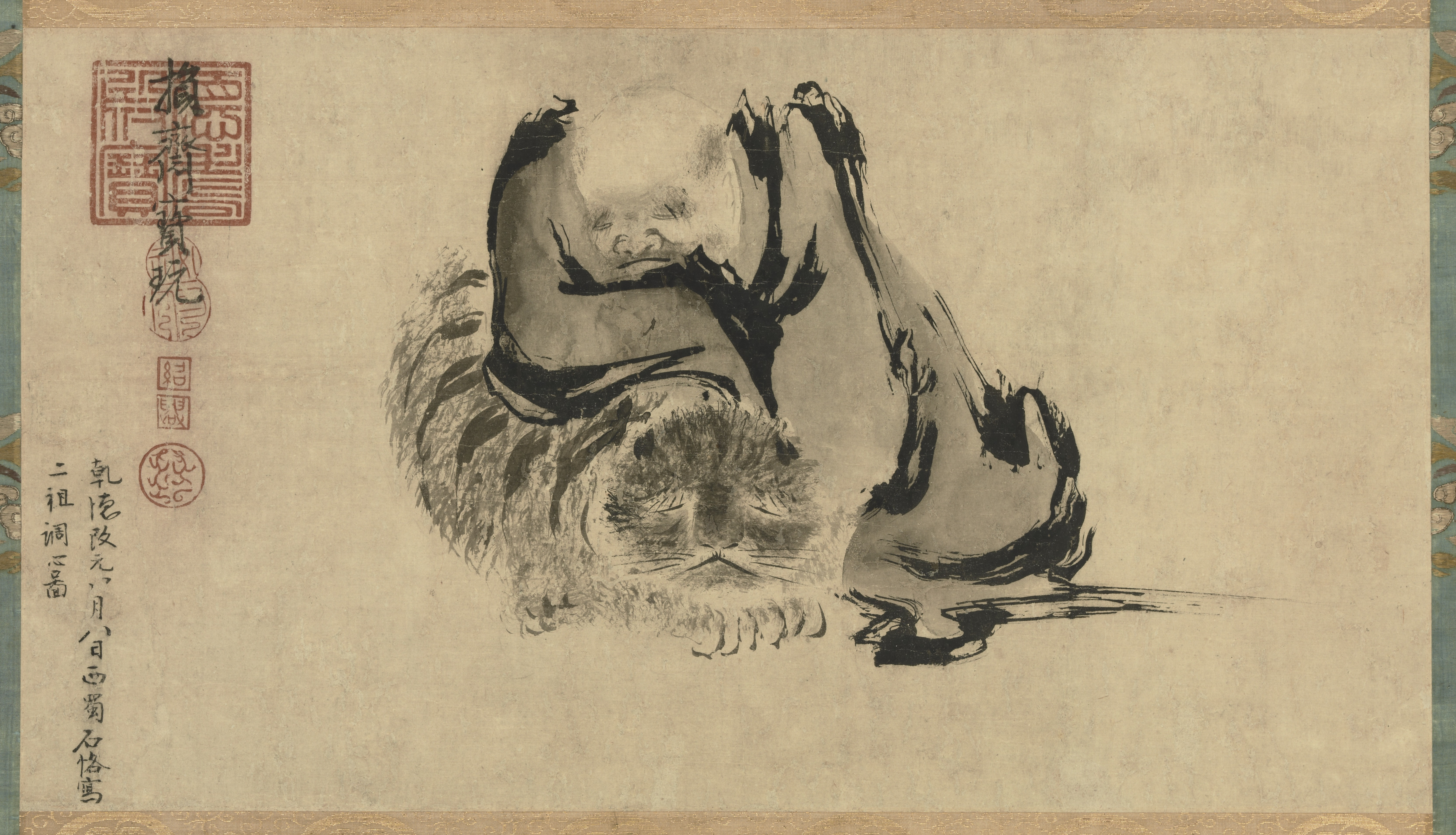
後蜀石恪所繪的《二祖調心圖》

五代十國的繪畫主要繼承唐朝繪畫，並且有所創新。南唐、前蜀後蜀與吳越等國經濟強盛，皇室和士人生活優裕，產生宮廷畫院，使繪畫藝術走向觀賞性、集中性，其中還產生許多以家族為單位的創作群體。935年後蜀創設翰林圖畫院，這是中國有正式的宮廷畫院之始，而後南唐也設立圖畫院。圖畫院聚集了一批著名畫家，互相討論研究，造就一批頗有成就的畫家。他們在人物畫、山水畫、花鳥畫都有一定的發展，特別山水畫和花鳥畫對宋代的畫風影響很大。
五代十國時期因為中原戰亂不堪，許多畫家由中原轉向西南和東南，並隱居深山，造成山水畫的迅速發展以及花鳥畫的興起。水墨山水畫在五代進入成熟階段，畫家體味生活，將所見自然環境的特色，用不同技法加以再現，形成北方荊關與南方董巨兩派。北方山水畫以後梁的荊浩、關仝師徒最有名，荊浩陶情林泉，寄趣丹青，人稱「洪谷子」。他擅長畫崇山峻岭，其所繪的《匡廬圖》有「全景山水」之稱。關仝擅長畫關河之勢，雄渾之中平添北方山水蕭索蒼涼之氣，繪有《關山行旅圖》、《秋山晚翠圖》等。南方山水畫以南唐的董源、巨然師徒著稱，他們皆擅用水墨描繪江南景色。董源擅長用披麻皴，好以淡墨輕嵐寫出江南平淡天真之趣，以《洞天山堂》、《寒林重汀圖》最有名。巨然直接承襲董源的畫法，更在山頂上常鉤畫一些明淨的卵石，即「礬頭」。以《蕭翼賺蘭亭圖》、《層巖叢樹圖》等著稱。而花鳥畫以南唐的徐熙與後蜀的黃筌等人最有名。黃筌擅畫宮廷的珍禽異卉，徐熙擅畫江湖上的水鳥汀花，兩人並稱為「黃、徐」，當時有「黃家富貴，徐熙野逸」的諺語，有名的有《寫生珍禽圖》、《雪竹圖》等。人物畫皆繼承唐朝周昉和張萱的宮廷人物畫風，有名的有顧閎中、周文矩與石恪。顧閎中所畫《韓熙載夜宴圖》線條細膩，色彩華麗鮮豔，為傳世的藝術珍品。周文矩對人物的刻畫表情生動，對形體與姿勢掌握的深厚功力，繪有《蘇李別意》與《按樂宮女圖》等。而後蜀石恪擅繪人物鬼神，形象多作丑怪奇詭之狀，繪有《二祖調心圖》。五代時的道士張素卿擅長道畫，「曾於青城山丈人觀，畫五嶽四瀆真形，並十二溪女數壁，筆跡遒健，神彩欲活。見之者心驚神悸，足不能進，實畫之極至者也」。
五代楊凝式兼具顏柳的專長。上蒴二王，側鋒取態，鋪毫著力，遂於離亂之際獨饒承平之象，也為唐書之回光，以《夏熱帖》、《神仙起居法》、《草堂十志圖跋》傳世。五代之際，狂禪之風大熾，此亦影響到書壇，『狂禪書法』雖未在五代一顯規模，然對宋代書法影響不小。

### 科技

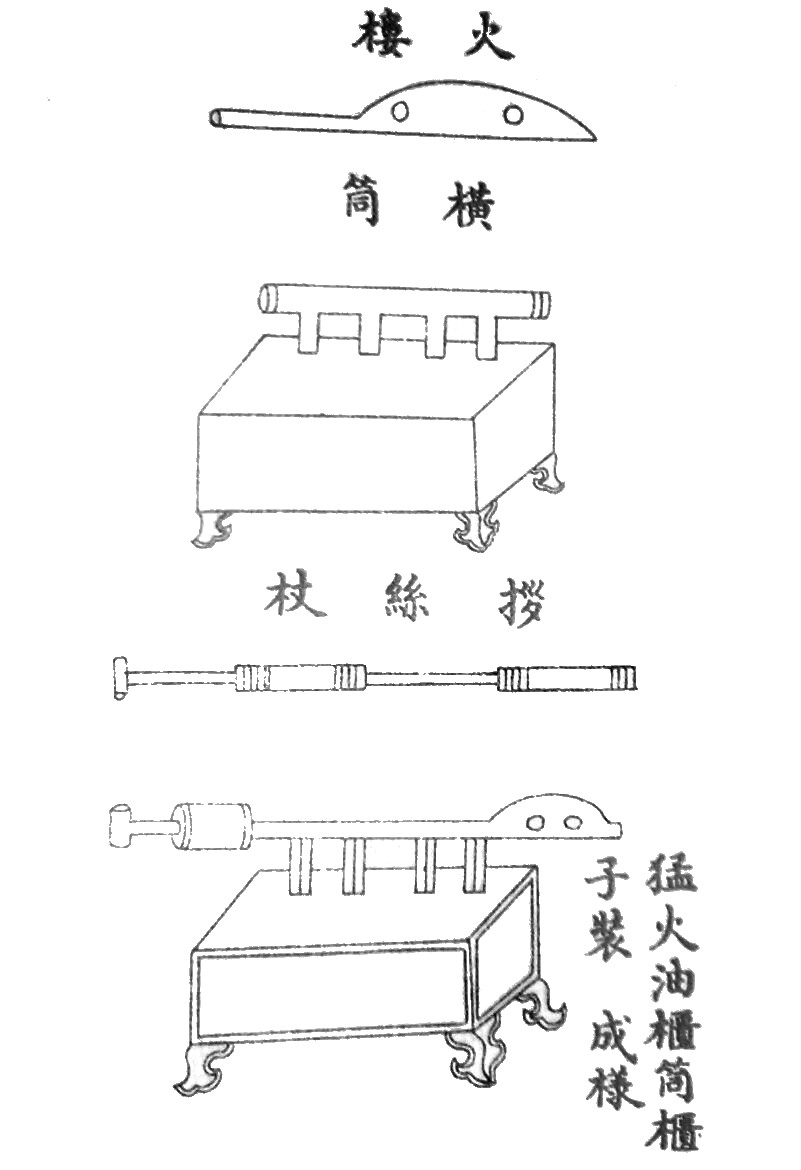
猛火油櫃為一石油火焰噴射器

由於戰亂與天災，五代十國的科技發展不如唐朝，而南方十國的科技發展較北方五代興盛。然而整體而言，在製瓷雕版、農業水利與火器方面仍有發展的地方。朝廷的曆書因为藩镇割据不能遍及全國，人民為了能有曆書使用，紛紛採用民間曆書。其中唐朝曹士所編的《符天曆》流行於唐朝后期、五代與北宋民間，有好幾百年之久。《符天曆》是以顯慶五年為曆元，以雨水為氣首，以一萬為基本天文數據的分母，從而大大減輕了計算工作。由於不是官方頒布的曆書，被貶稱為小曆。在醫學方面，五代出現了官方醫官，後唐於清泰年間增設翰林醫官之職。北宋後改太醫署為太醫局，並設翰林醫官院。後蜀的韓保升是本草學家，他詳察藥品，深知药性，施药辄神效。在後蜀帝孟昶的支持下，他以唐朝《新修本草》為藍本，重新編著成《蜀重廣英公本草》，史稱《蜀本草》，後散失。
在農業與水利方面，五代也有很高的發展。韓鄂一般被認為是唐末五代人，他參考唐朝以前的農書如《齊民要術》等，撰寫出《四時纂要》，是繼《齊民要術》之後，又一本重要的農書。書中採用了「月令」的形式，按月編排農民每月應作的事宜，其中以農業為主體。此外也記錄許多當代的農業技術，其中還首次記載茶樹、棉花、香菇和薯蕷等作物的栽培技術以及人工養蜂。唐朝的茶葉研究到五代時仍然盛行，其中前蜀毛文錫著有《茶譜》等。由於五代時期的河患增多，治河規模和次數都較前代為多。再加上南方十國極力發展經濟，一些沿海堤防或河道工程也積極建設。五代時已有遙堤出現。924年後唐時修築酸棗河堤，於隔年由符習成功修復。五代還使用「帚工」來護岸、堵口、護堤的水工建築物。主要是將薪柴、竹木、軟草等夾以土石捆紮成帚捆，然後連接起來，具有很好的抗水衝擊作用。最後在宋朝成熟並被普遍推廣使用。五代時，江南吳國、吳越國與南唐重修江河，引湖水濟運，持續發展唐朝的塘浦圩田系統，並且還修築錢塘江石塘以防海潮侵襲。 
五代的吳國、南唐常將火药、猛火油等使用在戰爭上。904年楊行密軍圍攻洪州﹙今江西南昌﹚，部將鄭璠命所部「發機飛火，燒龍沙門，率壯士突火先登入城，焦灼被體」。975年北宋大軍南征南唐，南唐將領朱全贇用猛火油縱火攻宋軍，但最後因為風向改變，火焰反燃己軍而大潰。

## 君主年表

### 五代
| 庙号                              | 谥号                    | 稱號                                     | 姓名                            | 统治时间            | 年号                                            |
| --------------------------------- | ----------------------- | ---------------------------------------- | ------------------------------- | ------------------- | ----------------------------------------------- |
| 五代907年－960年                  |                         |                                          |                                 |                     |                                                 |
| 後梁907年－923年                  |                         |                                          |                                 |                     |                                                 |
| 太祖                              | 神武元圣孝皇帝          | 宣武使（唐僖宗任命）                     | 朱温 又名朱全忠、稱帝後改名朱晃 | 883年—889年         | 使用唐朝年號。                                  |
| 太祖                              | 神武元圣孝皇帝          | 東平郡王（唐昭宗冊封）                   | 朱温 又名朱全忠、稱帝後改名朱晃 | 889年—901年         | 使用唐朝年號。                                  |
| 太祖                              | 神武元圣孝皇帝          | 梁王（唐昭宗冊封）                       | 朱温 又名朱全忠、稱帝後改名朱晃 | 889年—901年         | 使用唐朝年號。                                  |
| 太祖                              | 神武元圣孝皇帝          | 大梁皇帝                                 | 朱温 又名朱全忠、稱帝後改名朱晃 | 907年—912年         | 开平907年—911年 乾化911年—912年                 |
|                                   | 郢王                    | 大梁皇帝                                 |                                 | 912年—913年         | 鳳曆913年—913年                                 |
|                                   | 末皇帝                  | 大梁皇帝                                 | 朱友贞 又名朱鎤、朱瑱           | 913年—923年         | 乾化913年—915年 贞明915年—921年 龙德921年—923年 |
| 后唐923年—937年 （晉907年—923年） |                         |                                          |                                 |                     |                                                 |
| 太祖 （後唐莊宗追尊）             | 武皇帝 （後唐莊宗追諡） | 河東使（唐僖宗任命）                     | 李克用                          | 883年—896年         | 使用唐朝年號。                                  |
| 太祖 （後唐莊宗追尊）             | 武皇帝 （後唐莊宗追諡） | 晉王（唐昭宗冊封）                       | 李克用                          | 896年—907年         | 使用唐朝年號。                                  |
| 莊宗                              | 光圣神闵孝皇帝          | 河東使與晉王                             | 李存勗                          | 907年—923年         | 天祐 907年—923年                                |
| 莊宗                              | 光圣神闵孝皇帝          | 大唐皇帝                                 | 李存勗                          | 923年—926年         | 同光923年—926年                                 |
| 明宗                              | 圣德和武钦孝皇帝        | 大唐皇帝                                 | 李嗣源 稱帝後改名李亶           | 926年—933年         | 天成926年—930年 长兴930年—933年                 |
|                                   | 闵皇帝                  | 大唐皇帝                                 | 李从厚                          | 933年—934年         | 应顺933年—934年                                 |
|                                   | 末皇帝                  | 大唐皇帝                                 | 李從珂                          | 934年—937年         | 清泰934年—937年                                 |
| 后晋936年—947年                   |                         |                                          |                                 |                     |                                                 |
| 高祖                              | 圣文章武明德孝皇帝      | 河東使（流官）                           | 石敬瑭                          | 934年—936年（流官） | 使用五代年號。                                  |
| 高祖                              | 圣文章武明德孝皇帝      | 兒皇帝 大晉皇帝 （契丹可汗耶律德光冊封） | 石敬瑭                          | 936年—942年         | 天福936年—942年                                 |
|                                   | 出皇帝                  | 大晉皇帝                                 | 石重贵                          | 942年—947年         | 天福942年—944年 开运944年—947年                 |
| 後漢947年—951年                   |                         |                                          |                                 |                     |                                                 |
| 高祖                              | 睿文圣武昭肃孝皇帝      | 河東使（流官）                           | 劉知遠                          | 941年—945年（流官） | 使用五代年號。                                  |
| 高祖                              | 睿文圣武昭肃孝皇帝      | 河東使（流官） 北平王（後晋出帝冊封）    | 劉知遠                          | 945年—947年（流官） | 使用五代年號。                                  |
| 高祖                              | 睿文圣武昭肃孝皇帝      | 大漢皇帝                                 | 劉知遠                          | 947年—948年         | 天福 947年 乾祐948年                            |
|                                   | 隐皇帝                  | 大漢皇帝                                 | 刘承祐                          | 948年—950年         | 乾祐948年—950年                                 |
| 后周951年—960年                   |                         |                                          |                                 |                     |                                                 |
| 太祖                              | 圣神恭肃文武孝皇帝      | 鄴都留守（流官）                         | 郭威                            | 947年—950年（流官） | 使用五代年號。                                  |
| 太祖                              | 圣神恭肃文武孝皇帝      | 鄴都留守與天雄使（流官）                 | 郭威                            | 950年（流官）       | 使用五代年號。                                  |
| 太祖                              | 圣神恭肃文武孝皇帝      | 大周皇帝                                 | 郭威                            | 951年—954年         | 广顺951年—954年 显德954年                       |
| 世宗                              | 睿武孝文皇帝            | 大周皇帝                                 | 柴荣                            | 954年—959年         | 显德954年—959年                                 |
|                                   | 恭皇帝                  | 大周皇帝                                 | 柴宗训                          | 959年—960年         | 显德959年—960年                                 |

### 十國
現今十國的定義為《新五代史·世家》收錄的十國，該書為歐陽修於1053年成書（宋仁宗皇祐五年）。在此之前，961年（宋太祖建隆二年）成書的《五代會要》（北宋王溥编撰）只收錄中央政府五國為五代，前一年（960年）趙匡胤剛建立北宋。974年（宋太祖開寶六年）成書的《舊五代史》（北宋薛居正監修）開始記載地方割據勢力十六家，收錄於《世襲列傳》和《僭偽列傳》，這一年地方割據勢力尚有南唐、吳越、北漢、閩南清源軍與夏州定難軍。1014年成書的《九國志》（北宋路振書未修成而卒），只記載荊南以外的九國，該年已是澶淵之盟後宋遼南北朝對峙時期。收錄標準可能以稱帝封國王為主，但已稱帝的燕未收錄，可能與根據地是北宋未收復的燕雲十六州有關。直到1053年歐陽修成書的《新五代史》才把荊南列入成十國，該年已是西夏崛起，宋遼西夏三國對峙時期。收錄荊南可能與此北宋時期南平王（安南國前黎朝）升格安南國王、西平王（西夏）升格為夏國王，最後稱帝建國西夏，使得平王地位上升有關。
| 庙号                                                                                     | 谥号                                                               | 稱號                                                  | 姓名                  | 统治时间                                          | 年号                                                                          |
| ---------------------------------------------------------------------------------------- | ------------------------------------------------------------------ | ----------------------------------------------------- | --------------------- | ------------------------------------------------- | ----------------------------------------------------------------------------- |
| 十國 902年—979年                                                                         |                                                                    |                                                       |                       |                                                   |                                                                               |
| 吴 902年—937年 （902年封吴王—905年封弘農郡王，私稱吴王—912年自稱吴王—927年稱帝）         |                                                                    |                                                       |                       |                                                   |                                                                               |
| 太祖（吳睿帝追諡）                                                                       | 武忠王（唐哀帝諡） 孝武王（楊隆演改尊） 孝武皇帝（吳睿帝追尊）     | 淮南使（唐昭宗任命）                                  | 楊行密                | 892年—895年                                       | 使用唐朝与五代年号。                                                          |
| 太祖（吳睿帝追諡）                                                                       | 武忠王（唐哀帝諡） 孝武王（楊隆演改尊） 孝武皇帝（吳睿帝追尊）     | 弘農郡王（唐昭宗冊封）                                | 楊行密                | 895年—902年                                       | 使用唐朝与五代年号。                                                          |
| 太祖（吳睿帝追諡）                                                                       | 武忠王（唐哀帝諡） 孝武王（楊隆演改尊） 孝武皇帝（吳睿帝追尊）     | 吴王（唐昭宗冊封）                                    | 楊行密                | 902年—905年                                       | 使用唐朝与五代年号。                                                          |
| 烈宗（吳睿帝追諡）                                                                       | 威王（楊隆演尊） 景王（楊隆演改尊） 景皇帝（吳睿帝追尊）           | 淮南使與弘農郡王 （唐昭宗代表李儼任命） 私稱吴王      | 楊渥                  | 905年—908年                                       | 天佑 905年—908年                                                              |
| 高祖（吳睿帝追谥）                                                                       | 宣王 宣皇帝（吳睿帝追尊）                                          | 淮南使與弘農郡王                                      | 楊隆演 又名楊渭       | 908年—912年                                       | 天佑 908年—912年                                                              |
| 高祖（吳睿帝追谥）                                                                       | 宣王 宣皇帝（吳睿帝追尊）                                          | 吴王                                                  | 楊隆演 又名楊渭       | 912年—921年                                       | 天佑 912年—919年 武义 919年—921年                                             |
|                                                                                          | 睿皇帝                                                             | 吴王                                                  | 杨溥                  | 921年—927年                                       | 顺义 921年—927年                                                              |
| 大吴皇帝                                                                                 | 睿皇帝                                                             | 927年—937年                                           | 杨溥                  | 乾貞927年—929年 大和 929年—935年 天祚 935年—937年 |                                                                               |
| 南唐 937年—975年 （937年稱帝國號齐—939年改國號唐）                                       |                                                                    |                                                       |                       |                                                   |                                                                               |
| 義祖（南唐烈祖追谥）                                                                     | 忠武王（吳睿帝谥）                                                 | 寧國使（楊隆演任命）                                  | 徐溫                  | 911年—919年                                       | 使用吳使用的年號。                                                            |
| 義祖（南唐烈祖追谥）                                                                     | 忠武王（吳睿帝谥）                                                 | 東海郡王 齊王（吳睿帝追封）                           | 徐溫                  | 919年—927年                                       | 使用吳使用的年號。                                                            |
| 烈祖                                                                                     | 光文肃武孝高皇帝                                                   | 寧國使（吳睿帝任命）                                  | 李昪 又名徐知誥、徐誥 | 929年—931年                                       | 使用吳使用的年號。                                                            |
| 烈祖                                                                                     | 光文肃武孝高皇帝                                                   | 東海郡王（吳睿帝冊封）                                | 李昪 又名徐知誥、徐誥 | 931年—935年                                       | 使用吳使用的年號。                                                            |
| 烈祖                                                                                     | 光文肃武孝高皇帝                                                   | 齐王（吳睿帝冊封）                                    | 李昪 又名徐知誥、徐誥 | 935年—937年                                       | 使用吳使用的年號。                                                            |
| 烈祖                                                                                     | 光文肃武孝高皇帝                                                   | 大齐皇帝                                              | 李昪 又名徐知誥、徐誥 | 937年—939年                                       | 升元 937年—943年                                                              |
| 烈祖                                                                                     | 光文肃武孝高皇帝                                                   | 大唐皇帝                                              | 李昪 又名徐知誥、徐誥 | 939年—943年                                       | 升元 937年—943年                                                              |
| 元宗                                                                                     | 明道崇德文宣孝皇帝                                                 | 大唐皇帝                                              | 李璟                  | 943年—958年                                       | 保大 943年—958年 中興 958年 交泰 958年                                        |
| 元宗                                                                                     | 明道崇德文宣孝皇帝                                                 | 唐國主                                                | 李璟                  | 958年—961年                                       | 使用五代年號。                                                                |
|                                                                                          | 後主                                                               | 唐國主                                                | 李煜                  | 961年—971年                                       | 使用五代與北宋年號。                                                          |
| 江南國主                                                                                 | 後主                                                               | 971年—975年                                           | 李煜                  |                                                   | 使用五代與北宋年號。                                                          |
| 前蜀 903年—925年 （903年封蜀王—907年稱帝）                                               |                                                                    |                                                       |                       |                                                   |                                                                               |
| 高祖                                                                                     | 神武圣文孝德明惠皇帝                                               | 西川使（唐僖宗任命）                                  | 王建                  | 891年—903年                                       | 使用唐朝年號。                                                                |
| 高祖                                                                                     | 神武圣文孝德明惠皇帝                                               | 蜀王（唐昭宗任命）                                    | 王建                  | 903年—907年                                       | 使用唐朝年號 903年—904年 天复 904年—907年                                     |
| 高祖                                                                                     | 神武圣文孝德明惠皇帝                                               | 大蜀皇帝                                              | 王建                  | 907年—918年                                       | 天复 907年 武成 908年—910年 永平 911年—915年 通正 916年 天汉 917年 光天 918年 |
|                                                                                          | 後主                                                               | 大蜀皇帝                                              | 王衍                  | 918年—925年                                       | 乾德 918年—925年 咸康 925年                                                   |
| 後蜀 933年—965年 （933年封蜀王—934年稱帝）                                               |                                                                    |                                                       |                       |                                                   |                                                                               |
| 高祖                                                                                     | 文武聖德英烈明孝皇帝                                               | 西川使（後唐明宗任命）                                | 孟知祥                | 925年—930年（流官）                               | 使用五代年號。                                                                |
| 高祖                                                                                     | 文武聖德英烈明孝皇帝                                               | 西川使                                                | 孟知祥                | 930年—933年                                       | 使用五代年號。                                                                |
| 高祖                                                                                     | 文武聖德英烈明孝皇帝                                               | 蜀王（後唐明宗冊封）                                  | 孟知祥                | 933年—934年                                       | 使用五代年號。                                                                |
| 高祖                                                                                     | 文武聖德英烈明孝皇帝                                               | 大蜀皇帝                                              | 孟知祥                | 934年                                             | 明德 934年                                                                    |
|                                                                                          | 後主                                                               | 大蜀皇帝                                              | 孟昶                  | 934年—965年                                       | 明德 934年—938年 广政 938年—965年                                             |
| 南汉 917年—971年 （917年稱帝國號大越—918年改國號汉）                                     |                                                                    |                                                       |                       |                                                   |                                                                               |
| 烈宗（南漢刘龑追諡）                                                                     | 襄王 襄皇帝（南漢刘龑追尊）                                        | 清海使（唐昭宗任命）                                  | 刘隐                  | 905年—907年                                       | 使用唐朝與五代年號。                                                          |
| 烈宗（南漢刘龑追諡）                                                                     | 襄王 襄皇帝（南漢刘龑追尊）                                        | 大彭郡王（後梁太祖冊封）                              | 刘隐                  | 907年—908年                                       | 使用唐朝與五代年號。                                                          |
| 烈宗（南漢刘龑追諡）                                                                     | 襄王 襄皇帝（南漢刘龑追尊）                                        | 兼靜海使、安南都護 （後梁太祖任命）                   | 刘隐                  | 908年—909年                                       | 使用唐朝與五代年號。                                                          |
| 烈宗（南漢刘龑追諡）                                                                     | 襄王 襄皇帝（南漢刘龑追尊）                                        | 南平王（後梁太祖冊封）                                | 刘隐                  | 909年—911年                                       | 使用唐朝與五代年號。                                                          |
| 烈宗（南漢刘龑追諡）                                                                     | 襄王 襄皇帝（南漢刘龑追尊）                                        | 南海王（後梁太祖冊封）                                | 刘隐                  | 911年                                             | 使用唐朝與五代年號。                                                          |
| 高祖                                                                                     | 天皇大帝                                                           | 清海使與南海王（後梁末帝冊封）                        | 刘龑 又名劉巖、劉陟   | 911年—917年                                       | 使用五代年號。                                                                |
| 高祖                                                                                     | 天皇大帝                                                           | 大越皇帝                                              | 刘龑 又名劉巖、劉陟   | 917年—918年                                       | 乾亨 917年—925年 白龙 925年—928年 大有 928年—942年                            |
| 高祖                                                                                     | 天皇大帝                                                           | 大漢皇帝                                              | 刘龑 又名劉巖、劉陟   | 918年—942年                                       | 乾亨 917年—925年 白龙 925年—928年 大有 928年—942年                            |
|                                                                                          | 殇皇帝                                                             | 大漢皇帝                                              | 刘玢                  | 942年—943年                                       | 光天 942年—943年                                                              |
| 中宗                                                                                     | 文武光圣明孝皇帝                                                   | 大漢皇帝                                              | 刘晟                  | 943年—958年                                       | 应乾 943年 乾和 943年—958年                                                   |
|                                                                                          | 後主                                                               | 大漢皇帝 南越王（宋太宗追封）                         | 刘鋹                  | 958年—971年                                       | 大宝 958年—971年                                                              |
| 北汉 951年—979年                                                                         |                                                                    |                                                       |                       |                                                   |                                                                               |
| 世祖                                                                                     | 神武皇帝（遼景宗諡）                                               | 河東使（後漢高祖任命）                                | 劉旻 又名劉彥崇、劉崇 | 951年—979年（流官）                               | 使用五代年號。                                                                |
| 世祖                                                                                     | 神武皇帝（遼景宗諡）                                               | 姪皇帝（遼景宗冊封） 大漢皇帝                         | 劉旻 又名劉彥崇、劉崇 | 951年—954年                                       | 乾祐951年—954年                                                               |
| 睿宗                                                                                     | 孝和皇帝（遼景宗諡）                                               | 兒皇帝（遼景宗冊封） 大漢皇帝                         | 刘承钧                | 954年—968年                                       | 乾祐 954年—957年 天会 957年—968年                                             |
|                                                                                          | 少主                                                               | 大漢皇帝                                              | 劉繼恩                | 968年                                             | 天会 968年                                                                    |
|                                                                                          | 英武皇帝（遼景宗諡）                                               | 大漢皇帝                                              | 劉繼元                | 968年—979年                                       | 天会 968年—974年 广运 974年—979年                                             |
| 闽 909年—945年 （909年封闽王—926年自稱闽國王—933年稱帝） （943年分出殷—945年殷復國號闽） |                                                                    |                                                       |                       |                                                   |                                                                               |
|                                                                                          |                                                                    | 福建使（唐昭宗任命） 升為威武使（唐昭宗任命）         | 王潮                  | 893年—898年                                       | 使用唐朝與五代年號。                                                          |
| 太祖（王延鈞追尊）                                                                       | 忠懿王（後唐莊宗諡） 昭武王（王延翰追尊） 昭武孝皇帝（王延鈞追尊） | 威武使（唐昭宗任命）                                  | 王审知                | 898年—909年                                       | 使用唐朝與五代年號。                                                          |
| 太祖（王延鈞追尊）                                                                       | 忠懿王（後唐莊宗諡） 昭武王（王延翰追尊） 昭武孝皇帝（王延鈞追尊） | 闽王（後梁太祖冊封）                                  | 王审知                | 909年—925年                                       | 使用唐朝與五代年號。                                                          |
|                                                                                          | 嗣王                                                               | 威武使（後唐莊宗任命）                                | 王延翰                | 925年—926年                                       | 使用五代年號。                                                                |
| 大闽國王                                                                                 | 嗣王                                                               | 926年                                                 | 王延翰                |                                                   | 使用五代年號。                                                                |
| 惠宗                                                                                     | 齊肅明孝皇帝                                                       | 威武使與琅琊王 （後唐明宗任命與冊封）                 | 王延鈞 又稱王鏻       | 926年—928年                                       | 使用五代年號。                                                                |
| 惠宗                                                                                     | 齊肅明孝皇帝                                                       | 闽王（後唐明宗冊封）                                  | 王延鈞 又稱王鏻       | 928年—933年                                       | 使用五代年號。                                                                |
| 惠宗                                                                                     | 齊肅明孝皇帝                                                       | 大閩皇帝                                              | 王延鈞 又稱王鏻       | 933年—935年                                       | 龙启 933年—935年 永和 935年                                                   |
| 康宗                                                                                     | 聖神英睿文明廣武 應道大弘孝皇帝                                    | 大閩皇帝                                              | 王繼鵬 又稱王昶       | 935年—939年                                       | 通文 936年—939年                                                              |
| 景宗                                                                                     | 睿文廣武明聖元德 隆道大孝皇帝                                      | 威武使與闽國王（后晋高祖册封） 大閩皇 大閩皇帝        | 王延羲 又稱王曦       | 939年—944年                                       | 永隆 939年—944年                                                              |
|                                                                                          | 恭懿王（南唐元宗諡）                                               | 富沙王（王延羲冊封）                                  | 王延政                | 941年—943年                                       | 使用闽使用的年號。                                                            |
| 大殷皇帝                                                                                 | 恭懿王（南唐元宗諡）                                               | 943年—945年                                           | 王延政                | 天德943年—945年                                   |                                                                               |
| 閩皇帝 福王（南唐元宗追封）                                                              | 恭懿王（南唐元宗諡）                                               | 945年                                                 | 王延政                | 天德943年—945年                                   |                                                                               |
| 吳越 907年—978年 （907年封吳越王—923年封吳越國王）                                       |                                                                    |                                                       |                       |                                                   |                                                                               |
| 太祖                                                                                     | 武肃王（後唐明宗諡）                                               | 鎮海使兼鎮東使（唐昭宗冊封）                          | 钱镠                  | 896年—902年                                       | 使用唐朝與五代年號。                                                          |
| 太祖                                                                                     | 武肃王（後唐明宗諡）                                               | 越王（唐哀帝冊封）                                    | 钱镠                  | 902年—904年                                       | 使用唐朝與五代年號。                                                          |
| 太祖                                                                                     | 武肃王（後唐明宗諡）                                               | 吳王（唐哀帝冊封）                                    | 钱镠                  | 904年—907年                                       | 使用唐朝與五代年號。                                                          |
| 太祖                                                                                     | 武肃王（後唐明宗諡）                                               | 吳越王（後梁太祖冊封）                                | 钱镠                  | 907年—923年                                       | 使用五代年號 907年—908年 天宝 908年—913年 使用五代年號 913年—923年            |
| 太祖                                                                                     | 武肃王（後唐明宗諡）                                               | 吳越國王（後梁末帝冊封）                              | 钱镠                  | 923年—932年                                       | 宝大 923年—925年 宝正 925年—931年 使用五代年號 932年                          |
| 世宗                                                                                     | 文穆王（後晉高祖諡）                                               | 鎮海使兼鎮東使                                        | 錢元瓘                | 932年—933年                                       | 使用五代年號。                                                                |
| 世宗                                                                                     | 文穆王（後晉高祖諡）                                               | 吳王（後唐閔帝冊封）                                  | 錢元瓘                | 933年—934年                                       | 使用五代年號。                                                                |
| 世宗                                                                                     | 文穆王（後晉高祖諡）                                               | 吳越王（後唐末帝冊封）                                | 錢元瓘                | 934年—937年                                       | 使用五代年號。                                                                |
| 世宗                                                                                     | 文穆王（後晉高祖諡）                                               | 吳越國王（後晉高祖冊封）                              | 錢元瓘                | 937年—941年                                       | 使用五代年號。                                                                |
| 成宗                                                                                     | 忠献王（後漢高祖諡）                                               | 吳越國王（後晉高祖冊封）                              | 錢弘佐                | 941年—947年                                       | 使用五代年號。                                                                |
|                                                                                          | 忠遜王（宋太祖諡） 讓王（宋太祖諡）                                | 吳越國王 （遼太宗冊封） （後漢高祖冊封）              | 錢弘倧                | 947年                                             | 使用五代年號。                                                                |
|                                                                                          | 忠懿王（宋太宗諡）                                                 | 吳越王                                                | 钱弘俶                | 948年—949年                                       | 使用五代與北宋年號。                                                          |
| 吳越國王（後漢高祖冊封） 秦國王（宋太宗追封）                                            | 忠懿王（宋太宗諡）                                                 | 949年—978年                                           | 钱弘俶                |                                                   | 使用五代與北宋年號。                                                          |
| 楚 907年—951年 （907年封楚王—927年封楚國王）                                             |                                                                    |                                                       |                       |                                                   |                                                                               |
|                                                                                          | 武穆王（後唐明宗諡）                                               | 武安使（唐昭宗冊封）                                  | 马殷                  | 898年—907年                                       | 使用唐朝與五代年號。                                                          |
| 楚王（後梁太祖冊封）                                                                     | 武穆王（後唐明宗諡）                                               | 907年—927年                                           | 马殷                  |                                                   | 使用唐朝與五代年號。                                                          |
| 楚國王（後唐明宗冊封）                                                                   | 武穆王（後唐明宗諡）                                               | 927年—930年                                           | 马殷                  |                                                   | 使用唐朝與五代年號。                                                          |
|                                                                                          |                                                                    | 武安使兼靜江使（後唐明宗冊封） 衡阳王（後唐明宗追封） | 馬希聲                | 930年—932年                                       | 使用五代年號。                                                                |
|                                                                                          | 文昭王（後漢高祖諡）                                               | 武安使兼武平使（後唐明宗冊封）                        | 馬希範                | 932年—934年                                       | 使用五代年號。                                                                |
| 楚王（後唐末帝冊封） 尚父（遼太宗冊封）                                                  | 文昭王（後漢高祖諡）                                               | 934年—947年                                           | 馬希範                |                                                   | 使用五代年號。                                                                |
|                                                                                          |                                                                    | 楚王（後漢高祖冊封）                                  | 馬希廣                | 947年—950年                                       | 使用五代年號。                                                                |
|                                                                                          | 恭孝王（南唐元宗諡）                                               | 楚王                                                  | 馬希萼                | 950年—951年                                       | 使用南唐年號。                                                                |
| 衡山王（被諸將擁護） 楚王 （被滅後南唐元宗冊封，無實權）                                 | 恭孝王（南唐元宗諡）                                               | 951年                                                 | 馬希萼                |                                                   | 使用南唐年號。                                                                |
|                                                                                          |                                                                    | 武安使（被諸將擁護）                                  | 馬光惠                | 951年                                             | 使用五代年號。                                                                |
|                                                                                          |                                                                    | 武安使留後                                            | 馬希崇                | 951年                                             | 使用南唐年號。                                                                |
| 荆南／南平 924年—963年 （924年封南平王—929年追封楚王—934年封南平王—954年封南平王）       |                                                                    |                                                       |                       |                                                   |                                                                               |
|                                                                                          | 武信王（後唐明宗諡）                                               | 荊南使（後梁太祖任命）                                | 高季興                | 906年—924年                                       | 使用五代年號。                                                                |
| 南平王（後梁太祖冊封） 楚王（後唐明宗追封）                                              | 武信王（後唐明宗諡）                                               | 924年—929年                                           | 高季興                |                                                   | 使用五代年號。                                                                |
|                                                                                          | 文献王（後漢隱帝諡）                                               | 荊南使（後唐明宗任命）                                | 高從誨                | 929年—932年                                       | 使用五代年號。                                                                |
| 渤海郡王（後唐明宗冊封）                                                                 | 文献王（後漢隱帝諡）                                               | 932年—934年                                           | 高從誨                |                                                   | 使用五代年號。                                                                |
| 南平王（後唐閔帝冊封）                                                                   | 文献王（後漢隱帝諡）                                               | 934年—948年                                           | 高從誨                |                                                   | 使用五代年號。                                                                |
|                                                                                          | 贞懿王（宋太祖諡）                                                 | 荊南使（後漢隱帝任命）                                | 高保融                | 948年—951年                                       | 使用五代與北宋年號。                                                          |
| 渤海郡王（後周太祖冊封）                                                                 | 贞懿王（宋太祖諡）                                                 | 951年—954年                                           | 高保融                |                                                   | 使用五代與北宋年號。                                                          |
| 南平王（後周太祖冊封）                                                                   | 贞懿王（宋太祖諡）                                                 | 954年—960年                                           | 高保融                |                                                   | 使用五代與北宋年號。                                                          |
|                                                                                          |                                                                    | 荊南使（宋太祖任命）                                  | 高保勗                | 960年—962年                                       | 使用北宋年號。                                                                |
|                                                                                          |                                                                    | 荊南使（宋太祖任命）                                  | 高繼沖                | 962年—963年                                       | 使用北宋年號。                                                                |

## 其他藩鎮勢力
902年－979年唐末五代獨立藩鎮勢力，奉唐朝、五代、十國或北宋為正朔，或稱帝但仍行中國典章制度並認同漢文化者，皆收錄於此。
| 河北道與河南道                                                                                      |                                                |                                        |                                        |
| 称号                                                                                                | 姓名                                           | 统治时间                               | 年號                                   |
| 盧龍節度使／燕 909年—913年                                                                          |                                                |                                        |                                        |
| 盧龍節度使                                                                                          | 劉仁恭                                         | 895年—907年                            | 使用唐朝與五代年號。                   |
| 卢龙节度使                                                                                          | 劉守光                                         | 907年—909年                            | 使用唐朝與五代年號。                   |
| 燕王（後梁太祖册封）                                                                                | 劉守光                                         | 909年—911年                            | 使用唐朝與五代年號。                   |
| 大燕皇帝                                                                                            | 劉守光                                         | 911年—913年                            | 應天 911年—913年                       |
| 義昌節度使                                                                                          | 劉守文                                         | 898年—907年 （屬其父盧龍軍劉仁恭管轄） | 使用唐朝與五代年號。                   |
| 義昌節度使（滄州）                                                                                  | 劉守文                                         | 907年—909年                            | 使用唐朝與五代年號。                   |
| 義昌節度使（滄州）                                                                                  | 劉延祚                                         | 909年                                  | 使用唐朝與五代年號。                   |
| 成德节度使／赵 907年—922年                                                                          |                                                |                                        |                                        |
| 成德节度使                                                                                          | 王镕                                           | 883年—907年                            | 使用唐朝與五代年號。                   |
| 赵王（後梁太祖册封）                                                                                | 王镕                                           | 907年—921年                            | 使用唐朝與五代年號。                   |
| 成德节度使留後                                                                                      | 张文礼 又名王文禮                              | 921年                                  | 使用唐朝與五代年號。                   |
| 成德节度使留後                                                                                      | 张处瑾                                         | 921年—922年                            | 使用唐朝與五代年號。                   |
| 义武军节度使／易定／北平 909年—929年                                                                |                                                |                                        |                                        |
| 义武军节度使                                                                                        | 王处直                                         | 900年—909年                            | 使用唐朝與五代年號。                   |
| 北平王（後梁太祖册封）                                                                              | 王处直                                         | 909年—921年                            | 使用唐朝與五代年號。                   |
| 义武军节度使                                                                                        | 王都                                           | 921年—929年                            | 使用唐朝與五代年號。                   |
| 魏博節度使／天雄軍節度使／鄴 904年—912年                                                            |                                                |                                        |                                        |
| 魏博節度使 北平王（唐昭宗追封）                                                                     | 羅弘信                                         | 888年—898年                            | 使用唐朝與五代年號。                   |
| 魏博節度使                                                                                          | 羅紹威                                         | 898年—904年                            | 使用唐朝與五代年號。                   |
| 鄴王（唐昭宗册封）                                                                                  | 羅紹威                                         | 904年—910年                            | 使用唐朝與五代年號。                   |
| 魏博節度使                                                                                          | 羅周翰                                         | 910年—912年                            | 使用唐朝與五代年號。                   |
| 淄青節度使／青州 882年—903年                                                                        |                                                |                                        |                                        |
| 淄青節度使                                                                                          | 王敬武                                         | 882年—889年                            | 使用唐朝年號。                         |
| 淄青節度使                                                                                          | 王師範                                         | 891年—903年 903年—905年                | 使用唐朝年號。                         |
| 淄青節度使                                                                                          | 王師範                                         | 903年—905年 （唐朝梁王朱溫的流官）     | 使用唐朝年號。                         |
| 關內道與隴右道                                                                                      |                                                |                                        |                                        |
| 称号                                                                                                | 姓名                                           | 统治时间                               | 年號                                   |
| 凤翔节度使／岐 901年—924年                                                                          |                                                |                                        |                                        |
| 鳳翔節度使                                                                                          | 李茂貞                                         | 887年—901年                            | 使用唐朝年號                           |
| 岐王（唐昭宗册封）                                                                                  | 李茂貞                                         | 901年—907年                            | 使用唐朝年號                           |
| 岐王（唐昭宗册封）                                                                                  | 李茂貞                                         | 907年—924年                            | 天祐 907年—924年                       |
| 鳳翔節度使 秦王（後唐莊宗册封）                                                                     | 李茂貞                                         | 924年（後唐流官）                      | 使用五代年號                           |
| 鳳翔節度使                                                                                          | 李從曮                                         | 924年—930年（後唐流官）                | 使用五代年號                           |
| 鳳翔節度使 秦王（後晉高祖册封） 岐王（後晉高祖册封）                                                | 李從曮                                         | 934年—946年（後晉流官）                | 使用五代年號                           |
| 定难军节度使／夏州 881年—982年                                                                      |                                                |                                        |                                        |
| 定难军节度使                                                                                        | 拓跋思恭                                       | 881年—895年                            | 使用唐朝、五代與北宋年號。             |
| 定难军节度使                                                                                        | 拓跋思谏                                       | 895年—908年                            | 使用唐朝、五代與北宋年號。             |
| 定难军节度使                                                                                        | 李彝昌                                         | 908年—909年                            | 使用唐朝、五代與北宋年號。             |
| 定难军节度使 朔方王（後唐莊宗册封） 虢王（後唐明宗追封）                                            | 李仁福                                         | 909年—933年                            | 使用唐朝、五代與北宋年號。             |
| 定难军节度使                                                                                        | 李彝超                                         | 933年—935年                            | 使用唐朝、五代與北宋年號。             |
| 定难军节度使 西平王（後周世宗册封） 夏王（宋太祖追封）                                              | 李彝殷 又名李彝兴                              | 935年—967年                            | 使用唐朝、五代與北宋年號。             |
| 定难军节度使                                                                                        | 李光叡 又名李克叡                              | 967年—978年                            | 使用唐朝、五代與北宋年號。             |
| 定难军节度使                                                                                        | 李继筠                                         | 978年—980年                            | 使用唐朝、五代與北宋年號。             |
| 定难军节度使                                                                                        | 李继捧                                         | 980年—982年                            | 使用唐朝、五代與北宋年號。             |
| 彰武軍節度使兼保大軍節度使／鄜坊／北平／延州 918年－924年                                           |                                                |                                        |                                        |
| 保大軍節度使                                                                                        | 高萬金                                         | 912年—918年                            | 使用五代年號                           |
| 彰武軍節度使                                                                                        | 高萬興                                         | 910年—918年                            | 使用五代年號                           |
| 保大軍節度使 兼彰武軍節度使 北平王（後梁太祖册封）                                                  | 高萬興                                         | 918年—924年                            | 使用五代年號                           |
| 保大軍節度使 兼彰武軍節度使                                                                         | 高萬興                                         | 924年—925年（後唐流官）                | 使用五代年號                           |
| 彰武軍節度使                                                                                        | 高允韜                                         | 925年—930年（後唐流官）                | 使用五代年號                           |
| 朔方節度使兼河西節度使／朔方 899年—929年                                                            |                                                |                                        |                                        |
| 朔方節度使                                                                                          | 韓遜                                           | 899年—907年                            | 使用唐朝年號                           |
| 朔方節度使 兼河西節度使                                                                             | 韓遜                                           | 907年—909年                            | 使用五代年號                           |
| 潁川郡王（後梁太祖册封）                                                                            | 韓遜                                           | 909年—914年                            | 使用五代年號                           |
| 朔方節度使 兼河西節度使留後                                                                         | 韓洙                                           | 914年—924年                            | 使用五代年號                           |
| 朔方節度使 兼河西節度使                                                                             | 韓洙                                           | 924年—928年                            | 使用五代年號                           |
| 朔方節度使 兼河西節度使留後                                                                         | 韓璞                                           | 928年                                  | 使用五代年號                           |
| 朔方節度使 兼河西節度使留後                                                                         | 韓澄                                           | 929年                                  | 使用五代年號                           |
| 歸義軍節度使／西漢金山國／西漢敦煌國 851年—914年                                                    |                                                |                                        |                                        |
| 歸義軍節度使                                                                                        | 张议潮                                         | 851年－867年                           | 使用唐朝年號。                         |
| 歸義軍節度使留後 沙州刺史                                                                           | 張淮深                                         | 867年－888年                           | 使用唐朝年號。                         |
| 歸義軍節度使 （沙州節度使）                                                                         | 張淮深                                         | 888年－890年                           | 使用唐朝年號。                         |
| 歸義軍節度使留後 沙州刺史                                                                           | 張淮鼎                                         | 890年－892年                           | 使用唐朝年號。                         |
| 歸義軍節度使                                                                                        | 索勛                                           | 892年－894年                           | 使用唐朝年號。                         |
| 歸義軍節度使留後                                                                                    | 張承奉                                         | 894年－900年                           | 使用唐朝年號。                         |
| 歸義軍節度使                                                                                        | 張承奉                                         | 900年－907年                           | 使用唐朝年號。                         |
| 歸義軍節度使                                                                                        | 張承奉                                         | 907年－909年                           | 天复 907年-909年                       |
| 西漢白衣天子 西漢金山國聖文神武白帝 西漢金山白衣王                                                  | 張承奉                                         | 909年－911年                           | 稱帝後可能用干支紀年，或仍用天復年號。 |
| 西漢敦煌國天王 西漢敦煌國聖文神武王                                                                 | 張承奉                                         | 911年－914年                           | 稱帝後可能用干支紀年，或仍用天復年號。 |
| 歸義军節度使／河西／沙州 914年—1035年                                                               |                                                |                                        |                                        |
| 歸義军節度使                                                                                        | 曹仁貴 又名曹議金                              | 914年－935年                           | 914年－924年干支紀年 五代與北宋年號。  |
| 歸義军節度使                                                                                        | 曹元德                                         | 935年－939年                           | 914年－924年干支紀年 五代與北宋年號。  |
| 歸義军節度使                                                                                        | 曹元深                                         | 940年－945年                           | 914年－924年干支紀年 五代與北宋年號。  |
| 歸義军節度使                                                                                        | 曹元忠                                         | 945年－970年                           | 914年－924年干支紀年 五代與北宋年號。  |
| 西平王（宋太祖册封）                                                                                | 曹元忠                                         | 970年－974年                           | 914年－924年干支紀年 五代與北宋年號。  |
| 歸義军節度使                                                                                        | 曹延恭                                         | 974年－976年                           | 914年－924年干支紀年 五代與北宋年號。  |
| 歸義军節度使                                                                                        | 曹延祿                                         | 976年－1002年                          | 914年－924年干支紀年 五代與北宋年號。  |
| 歸義军節度使                                                                                        | 曹宗壽                                         | 1002年－1014年                         | 914年－924年干支紀年 五代與北宋年號。  |
| 歸義军節度使 敦煌郡王（遼聖宗冊封）                                                                 | 曹賢順                                         | 1014年－1036年                         | 914年－924年干支紀年 五代與北宋年號。  |
| 山南東道、山南西道與劍南道                                                                          |                                                |                                        |                                        |
| 称号                                                                                                | 姓名                                           | 统治时间                               | 年號                                   |
| 忠義軍節度使／襄州 885年—905年                                                                      |                                                |                                        |                                        |
| 忠義軍節度使 淮安郡王（唐昭宗冊封）                                                                 | 趙德諲                                         | 885年—892年                            | 使用唐朝年號。                         |
| 忠義軍節度使                                                                                        | 趙匡凝                                         | 892年—900年                            | 使用唐朝年號。                         |
| 南平王（唐昭宗冊封）                                                                                | 趙匡凝                                         | 900年—904年                            | 使用唐朝年號。                         |
| 楚王（唐昭宗冊封）                                                                                  | 趙匡凝                                         | 904年—905年                            | 使用唐朝年號。                         |
| 荊南節度使（江陵）                                                                                  | 趙匡明                                         | 903年—905年 （與其兄趙匡凝同盟）       | 使用唐朝年號。                         |
| 山南東道諸鎮                                                                                        |                                                |                                        |                                        |
| 金商節度使（金州）                                                                                  | 馮行襲                                         | 891年—906年                            | 使用唐朝年號。                         |
| 荊南節度使（歸州） （控荊州、澧州等荊南地區， 與夔州、涪州、黔州等巴東地區） 上谷郡王（唐昭宗冊封） | 成汭 又名郭禹                                  | 888年—903年                            | 使用唐朝年號。                         |
| 東川節度使／梓州 930年—932年                                                                        |                                                |                                        |                                        |
| 東川節度使                                                                                          | 董璋                                           | 925年—930年（後唐流官） 930年—932年    | 使用五代年號。                         |
| 江南西道西部（湖南、鄂東）                                                                          |                                                |                                        |                                        |
| 称号                                                                                                | 姓名                                           | 统治时间                               | 年號                                   |
| 武平軍節度使／湖南 951年—963年                                                                      |                                                |                                        |                                        |
| 武平軍節度使                                                                                        | 刘言                                           | 951年—953年                            | 使用南唐、五代與北宋年號。             |
| 武平軍節度使                                                                                        | 王逵 又名王进逵                                | 953年—956年                            | 使用南唐、五代與北宋年號。             |
| 武平軍節度使                                                                                        | 周行逢                                         | 956年—962年                            | 使用南唐、五代與北宋年號。             |
| 武平軍節度使                                                                                        | 周保权                                         | 962年—963年                            | 使用南唐、五代與北宋年號。             |
| 武貞軍節度使／朗州 898年—908年                                                                      |                                                |                                        |                                        |
| 武貞軍節度使                                                                                        | 雷滿                                           | 898年—901年                            | 使用唐朝、五代年號。                   |
| 武貞軍節度使                                                                                        | 雷彥威                                         | 901年—903年                            | 使用唐朝、五代年號。                   |
| 武貞軍節度使                                                                                        | 雷彥恭                                         | 903年—908年                            | 使用唐朝、五代年號。                   |
| 湖南與鄂東諸鎮                                                                                      |                                                |                                        |                                        |
| 武昌軍節度使（鄂州）                                                                                | 杜洪                                           | 886年—905年                            | 使用唐朝年號。                         |
| 岳州刺史                                                                                            | 鄧進思                                         | 886年-902年                            | 使用唐朝年號。                         |
| 岳州刺史                                                                                            | 鄧進忠                                         | 902年-903年                            | 使用唐朝年號。                         |
| 江南西道東部（江西）                                                                                |                                                |                                        |                                        |
| 称号                                                                                                | 姓名                                           | 统治时间                               | 年號                                   |
| 镇南军节度使／江西 882年—906年                                                                      |                                                |                                        |                                        |
| 镇南军节度使 南平王（唐僖宗册封）                                                                   | 钟传                                           | 882年—906年                            | 使用唐朝、五代年號。                   |
| 镇南军留後                                                                                          | 钟匡时                                         | 906年                                  | 使用唐朝、五代年號。                   |
| 百勝軍防禦使 ／虔州 885年—918年                                                                     |                                                |                                        |                                        |
| 百勝軍防禦使 虔州刺史                                                                               | 盧光稠 （其弟盧光睦據潮州、 其子盧延昌據韶州） | 885年—910年                            | 使用唐朝、五代年號。                   |
| 百勝軍防禦使 鎮南軍留後 虔州刺史                                                                    | 盧光稠 （其弟盧光睦據潮州、 其子盧延昌據韶州） | 910年                                  | 使用唐朝、五代年號。                   |
| 百勝軍防禦使 鎮南軍留後 虔州刺史                                                                    | 卢延昌                                         | 910年—911年                            | 使用唐朝、五代年號。                   |
| 虔州防禦使                                                                                          | 黎球                                           | 911年—912年                            | 使用唐朝、五代年號。                   |
| 虔州防禦使                                                                                          | 李彦图                                         | 912年—913年                            | 使用唐朝、五代年號。                   |
| 百勝軍防禦使                                                                                        | 谭全播                                         | 912年—918年                            | 使用唐朝、五代年號。                   |
| 江西諸鎮                                                                                            |                                                |                                        |                                        |
| 撫州刺史 （控撫州、信州、袁州和吉州） 鎮南節度使                                                    | 危全讽                                         | 885年—909年 （901年—906年間歸附鍾傳）  | 使用唐朝、五代年號。                   |
| 吉州刺史 安定郡王（後唐明宗冊封）                                                                   | 彭玕                                           | 光化年間—907年                         | 使用唐朝、五代年號。                   |
| 江南東道                                                                                            |                                                |                                        |                                        |
| 称号                                                                                                | 姓名                                           | 统治时间                               | 年號                                   |
| 威武军节度使／闽／闽东／福州 944年—945年、945年—947年                                               |                                                |                                        |                                        |
| 闽王 威武军留后、权知闽国事 威武军节度使、知闽国事 闽国王（后晋出帝冊封）                           | 朱文进                                         | 944年—945年                            | 使用五代、南唐年號。                   |
| 皇帝                                                                                                | 卓俨明                                         | 945年                                  | 使用五代、南唐年號。                   |
| 威武军留后 威武军节度使 威武军留后、权知闽国事 威武军节度使、知闽国事                               | 李仁达 又名李弘义、李弘达、李达、李孺赟        | 945年—947年                            | 使用五代、南唐年號。                   |
| 清源军节度使／平海军节度使／晋江／泉漳／泉南／漳泉／閩南／泉州 947年—978年                          |                                                |                                        |                                        |
| 泉州刺史                                                                                            | 留从效                                         | 947年—949年                            | 使用南唐、五代與北宋年號。             |
| 清源军节度使 晉江王（南唐元宗冊封）                                                                 | 留从效                                         | 949年—962年                            | 使用南唐、五代與北宋年號。             |
| 清源军留后                                                                                          | 留紹鎡                                         | 962年                                  | 使用南唐、五代與北宋年號。             |
| 清源军留后                                                                                          | 张汉思                                         | 962年—963年                            | 使用南唐、五代與北宋年號。             |
| 权知泉南等州军府事                                                                                  | 陈洪进                                         | 963年                                  | 使用南唐、五代與北宋年號。             |
| 清源军节度使                                                                                        | 陈洪进                                         | 963年—964年                            | 使用南唐、五代與北宋年號。             |
| 平海军节度使                                                                                        | 陈洪进                                         | 964年—978年                            | 使用南唐、五代與北宋年號。             |
| 浙東諸鎮                                                                                            |                                                |                                        |                                        |
| 處州刺史（控處州和溫州）                                                                            | 盧約                                           | 881年—907年                            | 使用唐朝年號。                         |
| 嶺南道                                                                                              |                                                |                                        |                                        |
| 称号                                                                                                | 姓名                                           | 统治时间                               | 年號                                   |
| 嶺南諸鎮                                                                                            |                                                |                                        |                                        |
| 桂管經略使（桂州）                                                                                  | 劉士政                                         | 895年—900年                            | 使用唐朝與五代年號。                   |
| 邕管經略使（邕州）                                                                                  | 葉廣略                                         | 906年—911年                            | 使用唐朝與五代年號。                   |
| 容管經略使（容州）                                                                                  | 龐巨昭                                         | 905年—910年                            | 使用唐朝與五代年號。                   |
| 高州刺史                                                                                            | 劉昌魯                                         | 乾符年間—907年                         | 使用唐朝與五代年號。                   |
| 新州刺史                                                                                            | 劉潛                                           | 唐昭宗期間—907年?                      | 使用唐朝與五代年號。                   |
| 潮州刺史                                                                                            | 盧光睦                                         | 902年—907年 （屬其兄百勝軍盧光稠管轄） | 使用唐朝與五代年號。                   |
| 韶州刺史                                                                                            | 盧延昌                                         | 903年—907年 （屬其父百勝軍盧光稠管轄） | 使用唐朝與五代年號。                   |
| 江東七十餘寨                                                                                        | ?                                              | 唐昭宗期間—907年?                      | 使用唐朝與五代年號。                   |
| 静海军节度使／交趾（曲家） 906年—923年                                                              |                                                |                                        |                                        |
| 靜海軍節度使                                                                                        | 曲承裕                                         | 906年—907年                            | 使用唐朝與五代年號。                   |
| 靜海軍節度使 兼安南都護                                                                             | 曲顥 又名曲承顥                                | 907年—917年                            | 使用唐朝與五代年號。                   |
| 靜海軍節度使 兼安南都護                                                                             | 曲承美                                         | 917年—923年                            | 使用唐朝與五代年號。                   |
| 静海军节度使／交趾（楊矯二人） 931年—938年                                                          |                                                |                                        |                                        |
| 静海军节度使 交州節度使                                                                             | 楊廷藝 又名楊延藝                              | 931年—938年                            | 使用南漢年號。                         |
| 静海军留後                                                                                          | 矯公羨                                         | 938年                                  | 使用南漢年號。                         |

## 註解
1. ↑  這個現象是因為唐廷在安史之亂後，為了安撫盤據河北、關東一帶的前安史將領，將他們就地冊封節度使，此即藩鎮。這些藩鎮除了掌握軍權外，還擁有地方的行政權與財政權，並且自行交替繼承人，而唐廷只能事後追認，儼然是地方王國。而河北、山東與淮西等地區有許多外族定居，當地民眾崇尚胡族文化，喜武厭文，奉安祿山、史思明為二聖，幾乎成為異域外國。藩鎮中以河北三鎮最強，有魏博節度使、盧龍節度使與成德節度使，其他強鎮以淄青節度使、淮西節度使最為有名[參⁠ 7]。
2. ↑  黃巢之亂後期，黃巢東征攻打朱全忠的領地陳州（今河南周口），當時有賴李克用率沙陀軍入援破敵。事後朱全忠款待之，但李克用於宴會間對朱全忠不敬，使朱全忠於夜間率軍放火襲擊李克用。李克用逃回河東軍治所晉陽後，雙方至此不合[參⁠ 10]。
3. ↑  燕云十六州的範圍涵蓋盧龍節度使與雁門關以北等代北之地。其十六州包含：幽州（今北京市）、薊州（今天津薊縣）、瀛州（今河北河間）、莫州（今河北任丘）、涿州（今河北涿縣）、檀州（今北京密雲）、順州（今北京順義）、新州（今河北涿鹿）、媯州（原屬河北省张家口市、宣化县、怀来县、怀安县、涿鹿县及北京市延庆县，今為官廳水庫庫區）、儒州（今北京延庆）、武州（今河北宣化）、蔚州（今河北蔚縣）、雲州（今山西大同）、應州（今山西應縣）、寰州（今山西朔州東馬邑鎮）、朔州（今山西朔州）[參⁠ 18]。
4. ↑  荆南開國主高季兴的官职是荆南节度使，其所建立的政权被稱為荆南。因为高季兴被后唐封为南平王，故称「南平」。高季兴死后，被后唐追封为楚王，也被称「北楚」[參⁠ 23][參⁠ 24]。
5. ↑  九姓有後梁朱氏、後唐李氏（李克用）、後唐李氏（李嗣源為養子）、後唐李氏（李從珂本性王）、後晉石氏、遼朝耶律氏、後漢劉氏、後周郭氏、後周柴氏（柴榮為養子）等。十五君包含統治中原地區的君王，後梁三位、後唐四位、後晉兩位、遼一位、後漢兩位、後周三位，共十五位[參⁠ 1]。
6. ↑  唐朝稱屯田為营田，營田由士兵耕種，早期部分在邊疆。安史之亂後，由於民户减少，野多闲田，各地藩鎮強盛，需要軍隊駐守防禦，這使得营田擴展到國內各地。五代期間的營田逐漸私田化，並且強迫農民充當營田戶。這使得國家稅收減少，而營田收入又常被官員侵吞[參⁠ 5]。
7. ↑  唐朝滅亡後，李存勖不承認後梁，沿用唐朝年號[參⁠ 18]。
8. ↑  936年石敬瑭因被李從珂圍攻向契丹求援，國書中稱自己為「兒皇帝」，契丹可汗耶律德光為「父皇帝」。同年耶律德光冊封石敬瑭為大晉皇帝。
9. 1 2  947年後晉亡於契丹，契丹可汗耶律德光入主中原後改國號契丹為遼，即遼太宗，改年號為大同元年。而河東節度使劉知遠於太原稱帝建後漢，即後漢高祖。同年遼太宗難以管理中原為由，率軍北返途中去世，遼國因爭位內亂，後漢高祖趁機入主中原。同年遼將汴梁留守蕭翰得知後漢高祖來犯，脅迫後唐宗室李從益稱帝於汴梁以留守中原（史稱李梁），然後蕭翰也北返遼國。後漢高祖攻下洛陽後，李從益曾意圖派高行周抵抗但未果，最後只好投降。但後漢高祖以此為由派郭從義入汴梁殺李從益，後漢建都汴梁。
10. ↑  後晉被契丹滅亡後，劉知遠沿用後晉高祖年號天福，稱天福十二年。
11. 1 2 3 4 5 6 7 8 9 10 11 12 13 14 15 16  974年成書的《舊五代史》承認的地方割據勢力。
12. 1 2 3 4 5 6 7 8 9  1014年成書的《九國志》承認的地方割據勢力。
13. 1 2  902年，唐昭宗宣諭使李儼承制授淮南節度使楊行密為吳王。[參⁠ 79]
14. 1 2 3  905年吳王楊行密去世，楊渥嗣位。當時唐朝仍在，諸將拜請唐昭宗宣諭使李儼承制授楊渥為淮南節度使與弘農郡王[參⁠ 80]，楊渥自稱吳王[參⁠ 81]。
15. 1 2  912年權臣徐溫率眾臣擁楊隆演稱吳王[參⁠ 83]。
16. 1 2 3  唐朝滅亡後，楊渥不承認後梁，也不稱帝建國，沿用唐朝年號[參⁠ 82]。
17. 1 2  919年權臣徐溫率眾臣擁楊隆演正式稱吳王，自立年號建國，徐溫也被封為大丞相、東海郡王[參⁠ 84]
18. 1 2  927年權臣徐溫率眾臣擁楊溥稱帝[參⁠ 85]。
19. 1 2 3 4 5 6 7 8  937年，楊吳權臣徐溫的養子徐知誥篡楊吳称帝，建国号为齐，939年改國號唐，復姓李，改名為李昪。
20. 1 2  957年李璟被后周擊敗，被迫割让江北地並向后周称臣，于958年五月自稱唐國主並使用後周顯德年號紀年[參⁠ 86]。
21. 1 2  904年梁王朱全忠（即後梁太祖）挾持唐昭宗迁都洛阳並改年號天復為天祐，蜀王王建以與唐廷隔絕未知改元，仍持續使用天復為年號[參⁠ 87]。907年王建稱帝後於隔年才改元武成[參⁠ 88]。
22. 1 2 3  951年，在太原（今山西省太原市）登帝位，延續後漢，改名劉旻
23. ↑  後漢滅亡後，劉旻不承認后周，沿用後漢年號。[參⁠ 89]
24. 1 2 3 4  943年于建州称帝，国号为“殷”，945年恢复国号为“闽”
25. ↑  951年王逵、周行逢首先佔據朗州，擁護馬殷長子馬希振之子馬光惠當武安軍節度使，數月後馬光惠被廢，送往南唐金陵。
26. 1 2 3 4  南平王等四平王的封號有「四方平定」的政治含義，並非實質封地，象徵晚唐五代中央集权的边界[參⁠ 90]。
27. ↑  1014年成書的《九國志》與1053年成書的《新五代史》，此時已是澶淵之盟後宋遼南北朝對峙時期。未收錄已稱帝的燕，可能與根據地是北宋未收復的燕雲十六州有關[參⁠ 78]。
28. 1 2  907年盧龍節度使劉仁恭的次子劉守光在擊退敵軍後，自稱盧龍節度使，並派元行欽幽禁劉仁恭，殺死劉仁恭其他兒子。劉仁恭之長子劉守文為義昌節度使（治滄州），聞父被囚，大哭曰：「哀哀父母，生我辛勞。自古豈有仇父者，我家生此梟獍，我生不如死！」即刻統滄州、德州兩地兵力與劉守光對戰。
29. ↑  903年與宣武軍朱全忠宣戰而戰敗投降，為流官性質。
30. ↑  903年與宣武軍朱全忠宣戰而戰敗投降，為流官性質。
31. ↑  924年歸順後唐，受封秦王，為流官性質。
32. ↑  唐朝滅亡後，李茂贞不承認後梁，開岐王府[參⁠ 91]，沿用唐朝年號[參⁠ 18]。
33. ↑  歸順後唐，受封秦王，為流官性質。
34. 1 2  924年後唐滅後梁之後，高萬興、高允韜父子歸順後唐，為流官性質。
35. ↑  張承奉認為，天祐年号是梁王朱全忠（即後梁太祖）挾持唐昭宗迁都洛阳后改元的年號，並非正統年號，所以继续使用天复年号。
36. ↑  最晚到1023年，曹贤顺尚有對北宋进贡[參⁠ 92]，1036年西夏李元昊奪瓜、沙、肅三州，盡有河西舊地，此時已無沙洲歸義軍[參⁠ 93]。1030年曹賢順的弟弟曹賢惠自稱瓜州王，而後以千騎歸降西夏[參⁠ 94]。推論此時沙洲歸義軍已被領有肅州的沙州回鶻占領。直到1036年，西夏攻克肅、瓜與沙州，滅亡沙州回鶻，統一河西走廊。
37. ↑  後梁太祖以虔、韶為百勝軍，並任卢光稠為防禦使兼五嶺開通使。《新五代史·卷四十一》：「梁初，江南、嶺表悉為吳與南漢分據，而光稠獨以虔、韶二州請命於京師，願通道路，輸貢賦。太祖為置百勝軍，以光稠為防禦使、兼五嶺開通使，又建鎮南軍，以為留後。」
38. ↑  吳王楊隆演封虔州刺史。
39. ↑  後梁太祖兼授鎮南軍留後。《新五代史·卷四十一》：「梁初，江南、嶺表悉為吳與南漢分據，而光稠獨以虔、韶二州請命於京師，願通道路，輸貢賦。太祖為置百勝軍，以光稠為防禦使、兼五嶺開通使，又建鎮南軍，以為留後。」
40. ↑  後梁太祖兼授鎮南軍留後。《舊五代史·卷六》：「楊渭遣人偽署爵秩，延昌佯受官牒，禮遣其使，因湖南自表其事曰：「郡小寇迫，欲緩其奸謀，且開導貢路，非敢貳也。」以其偽制來自陳，上覽奏曰：「我方有北事，不可不甚加撫恤。」尋兼授鎮南將軍節度使觀察留後，命使慰勞。《九國志》：盧延昌歸命于吳，偽乞命于梁。」
41. ↑  吳王楊隆演封虔州刺史。《舊五代史·卷六》：「楊渭遣人偽署爵秩，延昌佯受官牒，禮遣其使」
42. ↑  後梁太祖授虔州防禦使
43. ↑  後梁末帝授百勝軍防禦使，另兼五嶺虔、韶二州節度開通使（韶州實際上未領有。）
44. ↑  被李仁达拥立为帝，同时称藩于后晋
45. ↑  《新五代史·卷六十五·南漢世家第五》：「唐末，南海最後亂，僖宗以後，大臣出鎮者，天下皆亂，無所之，惟除南海而已，自隱始亦自立。是時，交州曲顥、桂州劉士政、邕州葉廣略、容州龐巨昭，分據諸管；盧光稠據虔州以攻嶺上，其弟光睦據潮州，子延昌據韶州；高州刺史劉昌魯、新州刺史劉潛及江東七十餘寨，皆不能制。」
46. ↑   註: